# Colori e simboli della Società Sportiva Calcio Napoli

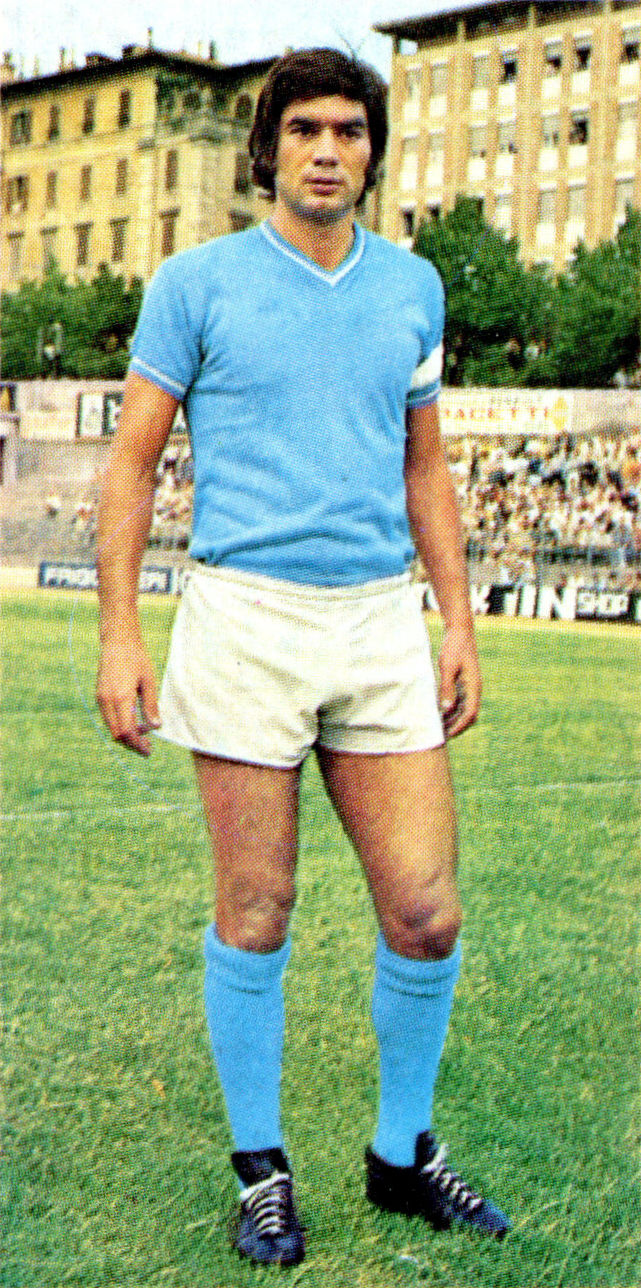
Antonio Juliano nel 1970 con la classica divisa del Napoli: maglia e calzettoni azzurri, con pantaloncini bianchi.

Con colori e simboli della Società Sportiva Calcio Napoli si vuole intendere il complesso degli elementi, in primis, di natura visiva, ma non solo, capaci di contribuire a determinare e a veicolare l'identità sociale – e, dunque, il sistema valoriale a essa connesso – del principale club calcistico partenopeo.
Tali elementi sono rappresentanti innanzitutto dai colori sociali – che, come ovvio che sia, caratterizzano e determinano le divise da gioco della squadra – e dallo stemma o logo della società. A colori e stemma, che costituiscono i principali strumenti d'espressione della comunicazione visiva, se ne vanno ad aggiungere altri – quali la mascotte del sodalizio e l'inno ufficiale – il cui impatto nella definizione dell'identità del club è tutt'altro che trascurabile.

## Colori sociali

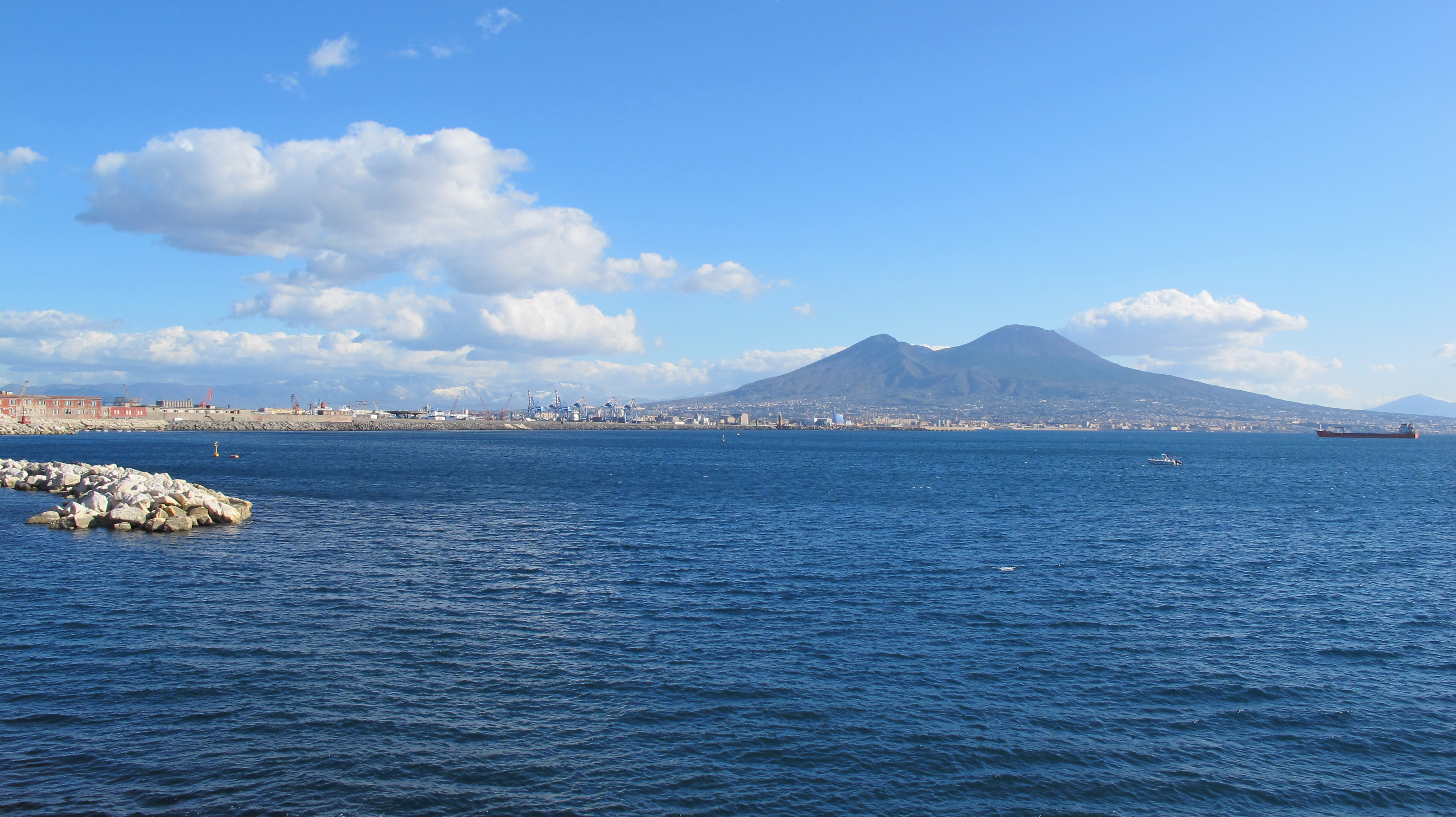
Golfo di Napoli visto da Mergellina.

I colori sociali della SSC Napoli sono l'azzurro e il bianco, con un'evidente preminenza del primo, rispetto al secondo: non a caso, infatti, i calciatori del team, sovente, vengono indicati come gli "azzurri" e la compagine come la "squadra azzurra".
La coppia cromatica azzurro e bianco trova le proprie origini nei colori dei sodalizi antesignani dell'odierno Napoli. La genesi del club partenopeo, infatti, affonda le proprie radici nel tempo sino ai primi anni del Novecento, quando, furono fondati a Napoli, prima il Naples Foot-Ball Club e, poi, l'Unione Sportiva Internazionale Napoli, quest'ultima sorta per scissione dallo stesso Naples. I colori sociali della prima compagine erano l'azzurro e il celeste, ispirati, rispettivamente, al mare e al cielo di Napoli; mentre quelli dell'Internazionale erano il blu notte e il bianco, anch'essi scelti poiché richiamavano i colori del golfo di Napoli.
Le due compagini tornarono a formare un unico sodalizio nel 1922, fondendosi nell'Internaples: il club andò a recuperare buona parte dell'eredità cromatica delle sue progenitrici, conservando l'azzurro, il bianco e il celeste: scomparve, invece, il blu notte. Quattro anni più tardi, però, con l'assunzione, da parte del club partenopeo, della denominazione Associazione Calcio Napoli, anche il celeste fu rimosso: vennero così fissati nell'azzurro e nel bianco i nuovi colori sociali, caratterizzanti l'identità visiva del sodalizio e rimasti, da allora, immutati.

## La maglia

### Prima divisa

#### Storia
(Giuseppe Bruscolotti)

##### Le origini

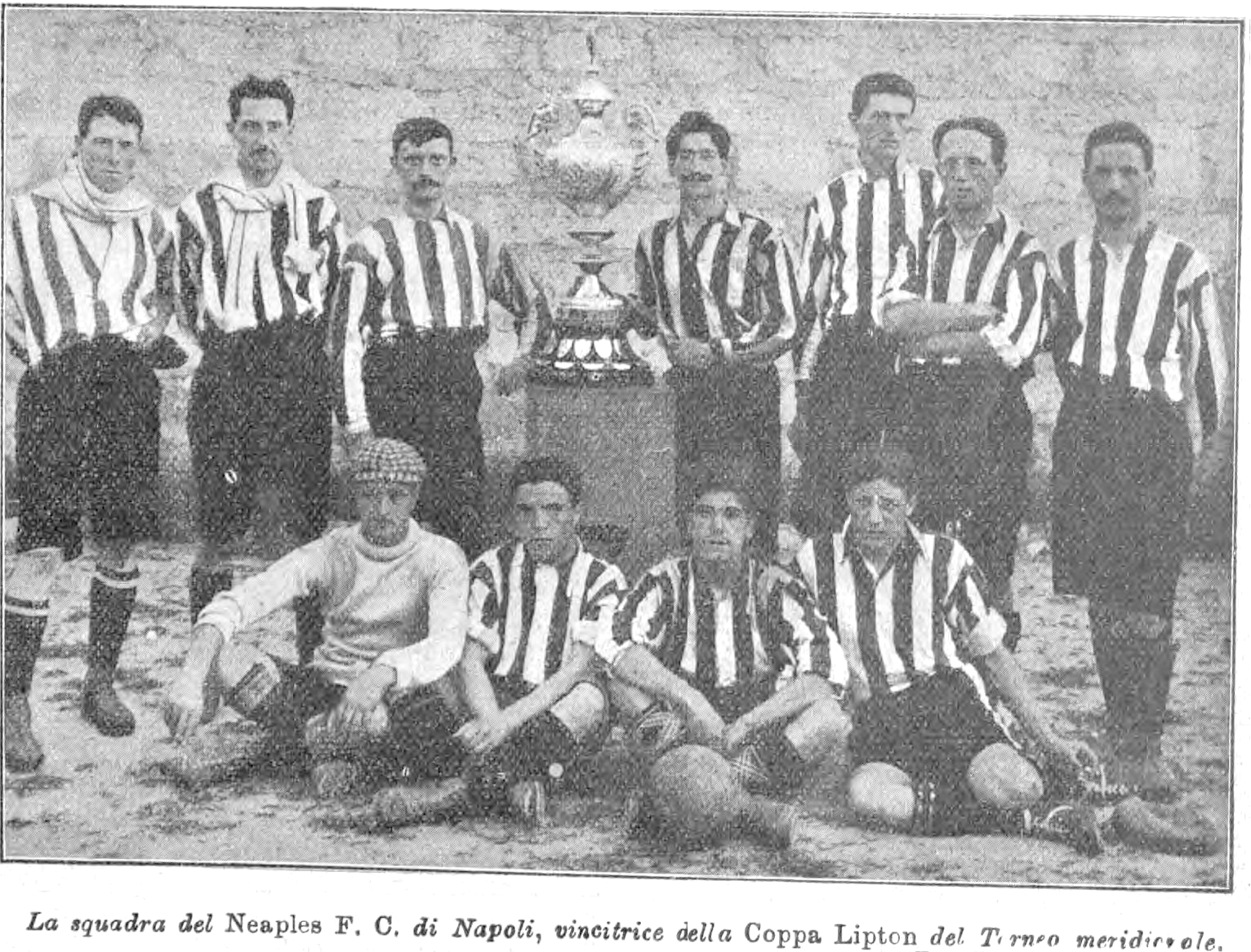
La formazione del Naples vincitrice della Lipton Challenge Cup nel 1909. Le maglie a strisce azzurre e celesti sono completate da calzoncini e calzettoni neri.

Il Naples vestiva una casacca a strisce verticali azzurre e celesti, mentre calzoncini e calzettoni erano neri, sebbene, dalla documentazione fotografica disponibile, sia possibile osservare anche l'utilizzo di calzoncini bianchi. La maglia dell'Internazionale, invece, era blu notte con colletto e risvolti bianchi e sempre bianco era lo stemma del sodalizio cucito sul lato sinistro all'altezza del cuore. Ancora bianchi erano i calzoncini, mentre blu, con due righini orizzontali bianchi, erano i calzettoni. La divisa adottata dall'Internaples era costituita da maglia azzurra, con colletto celeste, calzoncini bianchi e calzettoni azzurri. Nel 1926, quando il sodalizio mutò il nome in Calcio Napoli, fu definita quella che sarebbe stata la classica tenuta da gioco casalinga della compagine partenopea, composta da maglia azzurra, pantaloncini bianchi e calzettoni azzurri.

##### Dagli anni venti agli anni cinquanta
Durante un ampio arco temporale, che va dalla seconda metà degli anni venti ai primi anni del secondo dopoguerra, la maglia del Napoli fu contraddistinta da uno specifico e costante design. Le casacche della compagine partenopea, ovviamente azzurre, erano caratterizzate, infatti, da uno scollo a "V" bianco e da polsini o lembi delle maniche sempre di colore bianco. Completavano la divisa, i calzoncini bianchi e i calzettoni, i cui colori, però, erano variabili. La maglia caratterizzata da questo specifico template detiene anche una sorta di primato, poiché è stata la prima e unica jersey di una squadra di club a essere utilizzata per una gara dei Mondiali: nella finale per il terzo e quarto posto del Campionato mondiale di calcio 1934, disputata a Napoli, «la Nazionale austriaca fu costretta a cambiare maglia per non creare confusione con la Germania», "prendendo in prestito" le casacche azzurre del Napoli.
Intorno alla fine degli anni quaranta, il club cominciò ad adottare anche divise che differivano sensibilmente da questo format, ormai divenuto tradizionale: per le stagioni 1947-1948 e 1949-1950, ad esempio, furono scelte delle maglie confezionate con un colletto classico, sempre, di tessuto bianco. Per i polsini o i risvolti delle maniche, invece, il colore bianco fu adoperato più saltuariamente, prediligendo, a quest'ultima tinta, l'azzurro.
La prima metà degli anni cinquanta o, almeno, buona parte di essa fu contraddistinta da una divisa costituita da maglia azzurra con girocollo bianco e priva di polsini o risvolti delle mezze maniche; sempre bianchi, per contro, erano i calzoncini. Sul finire del decennio, nondimeno, fu ripreso il tipico design dei decenni passati: lo scollo a "V" in tessuto bianco, dunque, tornò nuovamente in auge; non fu lo stesso, però, per il colore di polisini o risvolti delle maniche, realizzati, questa volta, in azzurro.

##### Anni sessanta e settanta
Negli anni sessanta o, quantomeno, per la maggior parte del decennio, la "prima maglia" della compagine partenopea rispettò il format "azzurro, con risvolti di colletto e maniche in bianco"; sebbene, per motivi scaramantici, il grosso delle gare della stagione 1964-1965 fu giocato con la "divisa di cortesia". Le maglie delle stagioni 1966-1967, 1967-1968 e 1968-1969, invece, videro, per la prima volta, la comparsa del colletto azzurro, che, così come i polsini o le estremità delle mezze maniche, era ornato da due righini (1966-1967) o da un righino (1967-1969) di colore bianco.
A partire dalla stagione 1969-1970, fece la sua ricomparsa lo scollo a "V": le nuove maglie erano totalmente azzurre, salvo uno spesso rigo bianco che, distaccandosi dai bordi, incorniciava collo e polsini (ovvero estremità delle mezze maniche). In seguito alla vittoria della Coppa Italia 1975-1976, le jersey dell'annata 1976-1977, che rispecchiavano il medesimo design appena descritto, furono caratterizzate dalla presenza della coccarda distintiva della squadra detentrice del trofeo.
Nelle stagioni 1978-1979 e 1979-1980, le prime a vedere la comparsa del logo dello sponsor tecnico sulle casacche dei calciatori, le maglie per le gare casalinghe del Napoli erano azzurre, inclusi lo scollo a "V" e le estremità delle maniche, facevano eccezione, però, gli inserti bianchi collocati sulle spalle, che, partendo dal colletto, si restringevano giungendo al bordo delle maniche.

##### Anni ottanta

Ruud Krol con la variante con colletto della maglia 1980-1981.

Per le stagioni 1980-1981, 1981-1982, e 1983-1984, venne utilizzato il medesimo modello di divisa: la maglia, totalmente azzurra, prevedeva uno scollo a "V", arricchito da tre righini bianchi discostati dal bordo esterno; la stessa trama era prevista per i polsini. Invero, per la stagione 1980-1981, fu prodotta anche una versione della maglia home dotata di colletto, questa volta bianco e sempre con scollo a "V"; anche i polsini erano bianchi e, come il colletto e lo scollo, erano decorati con tre strisce azzurre. È necessario segnalare, inoltre, la comparsa dello sponsor commerciale, sulle casacche del Napoli, a partire dalla stagione 1981-1982.
Il binomio "maglia e scaramanzia" si ripresentò nella stagione 1982-1983, quando furono realizzate due divise home, una per il girone di andata e una per il girone di ritorno, con la prima dismessa in favore della seconda, proprio per questioni scaramantiche. L'allora sponsor tecnico aveva realizzato una nuova divisa per le gare casalinghe che, dal punto di vista cromatico, si distaccava decisamente dal passato: la tradizionale coppia di colori composta da azzurro e bianco era stata sostituita dall'inedito accostamento azzurro e blu scuro. In particolare, la jersey, con fondo uniforme azzurro e scollo a "V" privo di colletto, recava in blu scuro sia il logo del club, sia i marchi degli sponsor, sia il numero di maglia sul retro. Sempre di blu scuro erano i calzoncini, mentre i calzettoni erano d'azzurro. I non esaltanti risultati della prima fase di quel campionato spinsero sponsor tecnico e dirigenza a ripensare la maglia home, eliminando il blu e tornando al più classico accoppiamento azzurro e bianco. La divisa del girone di ritorno, dunque, prevedeva maglia azzurra – con scollo a "V" dotato di colletto, logo del club e main sponsor in bianco, logo dello sponsor tecnico dei tre colori propri del brand – calzoncini bianchi e calzettoni azzurri. Al termine della stagione, a ogni modo, anche questa divisa "riparatoria" fu dismessa e, per il successivo campionato, fu ripreso, come detto, il template delle maglie già adoperato nel biennio 1980-1982.

Antonio Carannante con la divisa home della stagione 1984-1985.

Nonostante fosse cambiata, per la stagione 1984-1985, l'azienda di abbigliamento sportivo fornitrice delle divise da gioco, il design della jersey rimase sostanzialmente invariato rispetto all'annata precedente: maglia a tinta unita, sia lo scollo a "V" sia i polsini in azzurro con tre righini bianchi, calzoncini bianchi e calzettoni, inclusi i risvolti, azzurri. Questa maglia home, però, non fu l'unica a essere utilizzata nel corso della stagione: ne venne prodotta, infatti, un'altra versione del tutto simile a quella testé descritta, ma con collo a girocollo, caratterizzato da un taglio a "V" centrale.
Anche la stagione 1985-1986 vide l'utilizzo di due versioni della maglia per le gare casalinghe, sebbene il loro design fosse stato oggetto di un effettivo restyling, favorito da un nuovo avvicendamento di sponsor tecnico. Una versione, realizzata in tessuto a costine, era munita di colletto che prevedeva un taglio a "V" centrale, colletto e polsini, inoltre, erano ornati da una striscia bianca non aderente ai bordi esterni; completavano la divisa, infine, calzoncini bianchi e calzettoni azzurri. L'altra versione della maglia, invece, era totalmente azzurra e, dunque, priva di inserti bianchi, inoltre, era contraddistinta da uno scollo a "V" e provvista di colletto; anche in questo caso, alla casacca, erano abbinati calzoncini bianchi e calzettoni azzurri. Entrambe le jerseys furono riconfermate per la stagione successiva, mentre, delle due, soltanto la seconda versione qui descritta fu adottata per l'annata 1987-1988. In particolare, la maglia di tale stagione, in virtù dei successi in campionato e in Coppa Italia ottenuti l'anno precedente, era caratterizzata dalla presenza della patch dello Scudetto e di quella della Coppa Italia: la prima era cucita sul lato sinistro, mentre la seconda era cucita a destra, al di sotto del logo dello sponsor tecnico; il logo del club, invece, era collocato sulla manica destra della casacca.

Moreno Ferrario con la maglia della stagione 1987-1988.

La preseason 1988-1989 vide, in attesa delle nuove maglie, il riutilizzo, per le gare amichevoli, delle casacche della stagione 1986-1987, facilmente distinguibili, poiché al logo del main sponsor delle passate annate era stato sovrapposto il marchio del nuovo sponsor contenuto in una patch di colore azzurro, ma di una tonalità più scura rispetto a quella della casacca. Per la stagione vera e propria, invece, vennero realizzate tre tipologie di maglia per le gare casalinghe, identiche nel design a quella dell'annata precedente (tinta unita, scollo a "V" e colletto), ma che differivano tra loro per le caratteristiche dei materiali utilizzati: oltre alla versione in maglina, infatti, furono realizzate due versioni della casacca in raso, una lucida e l'altra opaca. È da evidenziare, inoltre, che il marchio dello sponsor principale, per gran parte della stagione, comparve stampato in bianco sulle casacche del Napoli; a partire, però, dalla semifinale di andata della Coppa UEFA 1988-1989, disputata e vinta contro il Bayern Monaco, il logo fu realizzato in due colori, nero e bianco. La vittoria dell'incontro e, più tardi, della competizione europea, fecero sì che la scaramanzia, ancora una volta, avesse la meglio e il marchio del partner commerciale rimase bicromatico per altre due stagioni, ovvero fino alla scadenza del contratto di sponsorizzazione. Anche il design della meglia fu riconfermato per la stagione 1989-1990, annata che sancì la conquista del secondo scudetto napoletano.

##### Anni novanta
Tre furono le varianti del maglia home realizzate per il campionato 1990-1991, sebbene l'ormai classico design di base fosse il medesimo delle ultime annate del decennio precedente. Venne mantenuta la canonica maglia azzurra a tinta unita: oltre alle versioni opaca e lucida, ne fu prodotta una terza, sempre in tessuto lucido, che, in trama, recava il logo del sponsor tecnico. Su tutte le varianti della maglia, il logo del club era collocato sulla manica sinistra, per lasciar posto, sul petto, allo Scudetto. Le tre jersey erano completate da calzoncini bianchi e calzettoni azzurri.

Gianfranco Zola con la maglia della stagione 1991-1992.

Durante il periodo 1991-1997, le maglie home del club ebbero quale comune denominatore il ricorso a sfondi in trama. La nuova maglia 1991-1992, anche in conseguenza del cambio di fornitore tecnico, fu ripensata totalmente, andando a discostarsi in maniera radicale dalle casacche degli anni ottanta. La jersey si distingueva per la complessa geometria che costituiva la trama dello sfondo, caratterizzata, altresì, da diverse tonalità d'azzurro. Era dotata, inoltre, di colletto azzurro, con bordo costituito da una serie di segmenti bianchi, e scollo con abbottonatura a bottone unico, la cui paramontura, in tessuto bianco, restava visibile anche a colletto abbottonato, per via del particolare taglio dello scollo e per l'utilizzo di un occhiello ad anello. Nella versione a manica lunga, infine, i polsini riproponevano il medesimo template del colletto. Quanto ai calzoncini, questi erano bianchi, sul lato destro recavano il logo del club, mentre, sul lato sinistro, erano presenti una serie di figure geometriche, in azzurro e blu, che andavano a comporre un grande triangolo, affiancato, nella parte superiore, da due trapezi isosceli capovolti. I calzettoni, infine, erano azzurri e recavano, in bianco, il logo del club. Questa divisa fu riconfermata anche per la stagione 1992-1993.
Una trama meno complessa, ispirata al logo dello sponsor tecnico, e uno sfondo che alternava bande verticali di due tonalità d'azzurro caratterizzarono la maglia dell'annata 1993-1994. Munita di colletto bianco con un rigo azzurro non aderente al bordo, la casacca aveva un leggero scollo a "V" con lembi laterali, che si apriva lungo una porzione rettangolare di tessuto bianco. In punta allo scollo, era cucito un piccolo scudetto bianco recante una versione non canonica del logo del club, ai piedi della quale, era riportato l'anno "1926". Le estremità delle mezze maniche erano provviste di una bordura bianca, affiancata, nella parte interna, da un rigo blu scuro. I polsini della manica lunga, invece, rispecchiavano lo stile del colletto. Pantaloncini e calzettoni rimasero invariati rispetto alle due annate precedenti, sebbene dei calzoncini fu realizzata una versione in azzurro, con la medesima trama della jersey, nonché con bordo bianco e righino blu scuro.

Francesco Baldini con la maglia della stagione 1996-1997.

La trama della maglia 1994-1995 richiamava il logo del nuovo sponsor tecnico, il colletto era bianco con bordo azzurro, l'abbottonatura era identica a quella della jersey 1991-1992, i polsini o le estremità delle mezze maniche erano bianche con bordino azzurro. I calzoncini bianchi recavano, sulla destra, il logo del club, mentre i calzettoni erano azzurri. La divisa fu riconfermata anche per la successiva annata, sebbene la jersey presentasse una nuova trama a quadretti. È da rilevare, inoltre, che per la prima di campionato, furono approntate maglie home con numero di maglia in bianco e caratteri del nome in nero e disposti linearmente, mentre per il prosieguo della stagione anche i caratteri furono riprodotti in bianco e, inoltre, disposti ad arco. Sullo sfondo della maglia 1996-1997, invece, comparve il logo del club, che occupava l'intero torace della jersey, a questo, poi, si sovrapponeva una fascia che riproduceva un motivo – azzurro (tre differenti tonalità) e bianco – ispirato al logo dello sponsor tecnico. Le maniche, invece, avevano un motivo composto da strisce di larghezze differenti con sfumature di varie tonalità d'azzurro. Il bordo della mezza manica o il polsino recavano in corsivo la scritta "S.S.C. Napoli" in bianco su fondo azzurro. Lo scollo era con abbottonatura; il colletto era bianco. Calzoncini e calzettoni erano bianchi con bordi e risvolti azzurri. È da notare, infine, che, nelle prime uscite della squadra in quella stagione, la maglia era priva di main sponsor: lo sponsor commerciale, infatti, subentrò solo in un secondo momento.

Claudio Bellucci con la maglia della stagione 1997-1998.

A partire dalla stagione 1997-1998, le jerseys partenopee tornarono ad avere sfondo uniforme. Particolarità della maglia di questa annata era la presenza, sul torace, in prossimità di entrambe le maniche, di due strisce non adiacenti, una bianca (più spessa e in posizione esterna) e una blu scuro (meno spessa e in posizione interna). Colletto, scollo a V e polsini erano in tessuto bianco con bordi blu scuro. I calzoncini bianchi recavano, sulla destra, una striscia azzurra, alla base della quale era collocato il logo del club. I calzettoni erano azzurri con due righe orizzontali, non adiacenti, una bianca e una blu scuro. La casacca dell'anno successivo, invece, aveva due strisce blu scuro bordate di bianco che correvano lungo spalle e maniche. Girocollo e polsini erano blu, il colletto era bianco, così come i calzoncini che a destra recavano, in blu, il numero di maglia. I calzettoni azzurri erano cerchiati da due righe blu scuro, bordate di bianco. La maglia 1999-2000, recava, su petto e schiena, in prossimità delle maniche, due strisce verticali blu scuro, il colletto era azzurro, lo scollo a "V" e i polsini erano blu scuro con due righini azzurri; calzoncini e calzettoni non differivano da quelli dell'anno precedente.

##### Anni duemila
Nel triennio 2000-2003, le maglie del Napoli tornarono a essere realizzate in trama: strisce verticali più sottili, alternate a strisce più spesse, contenevano logo e wordmark del nuovo sponsor tecnico.

Giorgio Di Vicino con la maglia della stagione 2000-2001.

La casacca home 2000-2001 prevedeva – sui lati, sia sul davanti sia sul retro – un righino bianco che percorreva, nella loro interezza, fianco e manica (nella parte inferiore). Il colletto, lo scollo a "V" e le estremità delle mezze maniche erano azzurre con un doppio bordo, bianco e blu scuro (nella versione a manica lunga, il polsino era azzurro). I calzoncini erano bianchi e recavano su entrambi i lati una striscia azzurra; inoltre sulla destra era riportato il numero di maglia in blu, mentre sulla sinistra compariva il logo del club. Azzurri, infine, erano i calzettoni.
La jersey della successiva stagione differiva da quella testé descritta per alcuni dettagli. Innanzitutto erano assenti i righini bianchi su fianchi e maniche, inoltre, lo scollo a "V" era realizzato in tessuto bianco, mentre il colletto era azzurro, nella parte superiore, bianco, nella parte centrale, e blu scuro, nella parte più esterna. Sul retro del colletto, al centro della zona bianca, in azzurro, era riprodotta la «N» tipica del logo del club. Le estremità delle mezze maniche erano di bianco, come pure il tessuto che circondava un piccolo taglio sul fianco della manica stessa. La versione a manica lunga, che "simulava" una mezza manica – secondo il format descritto più sopra – dalla quale si "estendeva" il resto della manica lunga, il cui polsino era azzurro.

David Sesa (a destra) in azione con la maglia palata della stagione 2002-2003.

L'unica stagione in cui la squadra napoletana non ha giocato con la tradizionale home azzurra è stata la 2002-2003. In quell'annata, lo sponsor tecnico propose un template a strisce verticali bianche e azzurre in "stile Argentina". In vero, la parte alta del petto e le spalle erano realizzate in tessuto totalmente azzurro, privo finanche di trama; sul fronte di quest'area della maglia, erano collocati, in posizione centrale, il wordmark dello sponsor tecnico e il logo del club. Il resto del busto della casacca, invece, alternava delle grosse strisce verticali bianche e azzurre. Le maniche erano azzurre e avevano nella parte alta un triangolo blu, con la punta rivolta verso il basso. Tale triangolo era bordato, su due lati, di bianco: uno dei due bordini, poi, si prolungava andando lungo la parte anteriore della manica lunga fino a giungere al polsino che era azzurro. Sul retro, numero di maglia e nome erano in blu scuro, in luogo del consueto bianco. Azzurri erano i pantaloncini, che sui lati proponevano il medesimo triangolo delle maniche, che, però, aveva il vertice rivolto verso l'alto: anche in questo caso uno dei due bordini si prolungava, andando verso l'alto e verso la parte anteriore del calzoncino. I calzettoni, infine, erano bianchi. Nelle ultime partite di quella stagione, però, l'allora presidente Salvatore Naldi, per scaramanzia, optò per un ritorno alla casacca tradizionale, sicché, nel decisivo rush per la salvezza, la squadra tornò a indossare le divise dell'annata precedente, con la differenza che nomi e numeri di maglia erano riprodotti non in bianco, ma in blu scuro.
Tornò a essere azzurra, con il nuovo fornitore ufficiale, la home 2003-2004 e, come quella dell'anno precedente, recava il logo del club in posizione centrale. Lo scollo era a "V" – anche se una porzione di tessuto azzurro ne univa i bordi, rendendolo, in pratica, un girocollo – ed era realizzato in bianco, con bordo superiore blu scuro e con rinforzi superiori e inferiori in azzurro; inoltre, sul retro, era riprodotta in azzurro la «N» propria del logo del club. Nella parte anteriore dello scollo, ancora, il tessuto bianco non era unito, ma terminava con un taglio appuntito su entrambi i lati, seguendo la conformazione della "V". I risvolti delle mezze maniche erano bianchi con bordo superiore blu scuro. Polsini della mancia lunga e corpino terminavano con un bordo bianco, mentre sempre bianco era un righino che percorreva verticalmente, in posizione centrale, i lati del corpino. Sul retro della maglia, nella parte bassa, era presente la scritta S.S.CALCIO NAPOLI in blu scuro. I calzoncini erano bianchi con due righe azzurre, ben distanziate tra loro, poste su entrambi i lati; sulla destra era presente, in blu scuro, il numero di maglia, mentre a sinistra era cucito il logo del club. I calzettoni erano azzurri, cerchiati da tre righini orizzontali bianchi, uno in alto, uno in posizione centrale e uno in basso; al di sotto di quest'ultimo era stampato il logo del club.
Molto sobria era la divisa 2004-2005, realizzata da un nuovo sponsor tecnico. Totalmente azzurra, con il logo sociale che ritornava sulla sinistra, la maglia aveva manica Raglan e girocollo, dotato di una sorta di colletto Mao, ovvero con un'ampia apertura anteriore, tagliata diagonalmente, in modo che il tessuto avvolgesse la nuca e i lati del collo, terminando in forma appuntita. Bianchi con logo del club sulla destra erano i calzoncini, mentre azzurri erano i calzettoni. Modeste variazioni differenziarono la divisa 2005-2006 da quella dell'anno precedente: colletto, risvolti delle mezze maniche e polsini furono realizzati in bianco, mentre gli orli dei calzoncini in azzurro.
Cambiò ancora il fornitore tecnico per il triennio 2006-2009. Scollo a "V" e logo del club in posizione centrale ritornarono con la jersey 2006-2007, caratterizzata, inoltre, da orli bianchi per maniche e corpino, nonché da due righini bianchi – uno a destra e uno a sinistra – che, dal collo, scendevano, prima ad arco e, poi, in linea retta, lungo i lati del fronte della maglia. Sul retro, poco sotto la nuca, era presente una spessa striscia bianca, con angoli arrotondati. I calzoncini erano bianchi con orli azzurri, numero di maglia blu scuro sulla destra e logo sociale sulla sinistra; i calzettoni erano azzurri con ampi risvolti bianchi e logo del club. Una serie di elementi di novità caratterizzò la home 2007-2008. Lo scollo a "V", dalla forma inconsueta e dal taglio curvilineo, aveva un sottile orlo bianco e, nella parte bassa, un lembo di tessuto bianco che ne univa i lati. Gli orli delle maniche (sia corte, sia lunghe) erano tagliati diagonalmente, in modo da avere un profilo più alto nella parte esterna. Un righino, sempre bianco, avvolgeva, sia sul fronte, sia sul retro, tutta la casacca, seguendo, sulle spalle, la curva del collo, sul fronte del corpino, l'attaccatura delle maniche, per scendere, poi, diagonalmente, lungo i fianchi, e ritornare, così, sul retro, dove si congiungeva all'orlo della maglia, anche questo bianco. Il logo del club era in posizione centrale e un logo di dimensioni ridotte – inscritto in un disegno formato da segmenti curvi – era posto sul retro del corpino, nella parte bassa. I pantaloncini erano bianchi con orli azzurri, che ricalcavano il medesimo design visto per le maniche; sulla coscia destra, ma nella parte alta, era collocato il logo del club; sulla sinistra, invece, in blu scuro era riprodotto il numero di maglia. Non di rado, però, furono adoperati, abbinati alla maglia home, anche calzoncini azzurri, che avevano, però, orli e numero in bianco. È da sottolineare, infatti, che a partire dalla seconda metà degli anni 2000, il Napoli gioca anche con tenute monocromatiche azzurre, per ottenere maggior contrasto con le divise delle squadre avversarie. I calzettoni, infine, erano azzurri, con logo sociale e con un rigo curvilineo bianco che richiamava il motivo presente sulla casacca.

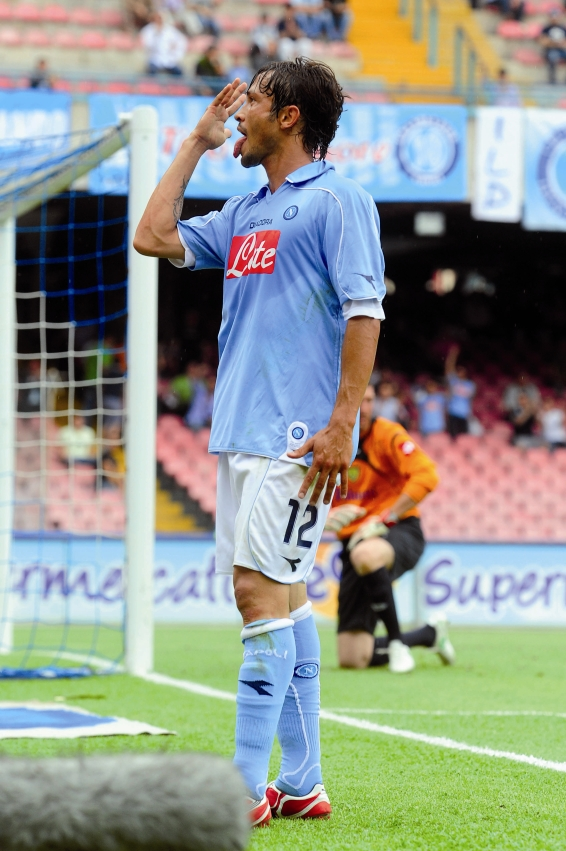
Inacio Piá, con la divisa home della stagione 2008-2009, fotografato mentre esulta dopo un gol.

Il logo del Napoli tornò sulla sinistra con la jersey 2008-2009. Il colletto wingtip con scollo a "V" ricordava quello delle divise della seconda metà degli anni ottanta, sebbene il lato corto della vela fosse caratterizzato da un bordino bianco. Da entrambi i lati del collo, in prossimità del vertice della "V", partiva un bordino bianco che, percorrendo orizzontalmente la parte alta del petto, continuava, con andamento ondulato, lungo la mezza manica fino all'estremità della stessa, dove disegnava una curva che, abbracciando un lembo di tessuto – una sorta di breve prolungamento della manica – risaliva sul retro di quest'ultima, con il medesimo tracciato curvo, per attraversare, con un disegno ondulato, le spalle del corpino, fin quasi al centro, dove saliva verticalmente sino al collo, fiancheggiando un inserto di tessuto bianco (un piccolo rettangolo), ricompreso tra il bordino proveniente da destra e quello proveniente da sinistra. Un altro bordino bianco, inoltre, percorreva verticalmente i fianchi della maglia. La parte bassa del corpino (con orlo bianco) era prolungata, sul retro, da una porzione di tessuto, sempre bianco, tagliata a formare una curva convessa. Sul davanti della casacca, in basso a sinistra, una patch bianca più lunga che larga e dal contorno curvilineo, conteneva il logo del club, le cui dimensioni erano ridotte rispetto al logo riprodotto sul petto della jersey. Sulla manica lunga, veniva mantenuto il medesimo inserto ornamentale, che curvava alla stessa altezza della versione a manica corta. I calzoncini, bianchi o azzurri, avevano, in basso, sul fianco sinistro, il numero di maglia in blu scuro o in bianco, mentre, in alto, sul fianco destro, era cucito il logo sociale. I calzettoni erano azzurri, con ampi risvolti bianchi e logo del club. Calzoncini e calzettoni erano percorsi verticalmente da righini ondulati, sempre di colore bianco, che richiamavano il disegno degli ornamenti presenti sulle maniche.
Nell'estate 2009, subentrò il nuovo fornitore tecnico e la maglia casalinga 2009-2010 fu caratterizzata da una "particolare tramatura a chicco di riso" e da una minore presenza di rifiniture in bianco, limitate a colletto, maniche e orlo del corpino. Il colletto, per taglio e forma, ricordava quello della jersey 2004-2005, quanto alle rifiniture in bianco, prevedeva un bordino e due piccole fasce collocate, ciascuna, su un lato della nuca: tali fasce erano appuntite nella parte orientata verso il fronte e tagliate diagonalmente nella parte orientata verso il centro della nuca. Al di sotto del colletto, sul retro della maglia, sempre in bianco, compariva la scritta SSC NAPOLI. Il bordino posto sull'orlo del corpino si interrompeva sui due fianchi, coprendone solo la parte anteriore e quella posteriore; similmente, il brodino sull'orlo della mezza manica lo avvolgeva parzialmente, lasciando libera la zona laterale. Nella versione a manica lunga, invece, il bordino, più spesso, avvolgeva il polso nella sua interezza. Numero di maglia e nome, come di consueto, erano riprodotti in bianco, in aggiunta, però, era presente un evidente contorno blu scuro. I calzoncini, nelle due versioni bianca e azzurra, erano caratterizzati da una fascia ondulata che, dagli orli (dotati di un bordino dal medesimo design di quello visto per le mezze maniche), risaliva sul fianco di ciascuna coscia, in verticale, per curvare, poi, sul retro, attestandosi orizzontalmente sulla parte alta dei calzoncini stessi. Logo del Napoli e numero (in blu scuro) erano collocati, rispettivamente, in basso a destra e in basso a sinistra. I calzettoni, azzurri con risvolti bianchi, avevano, sia sul retro sia sul fronte, due linee verticali bianche: in particolare, sul fronte, le due linee si univano, nella parte bassa, formando un arco che avvolgeva il logo del club. La divisa 2009-2010 fu utilizzata anche per parte della preseason 2010-2011.

##### Anni duemiladieci
Le nuove divise 2010-2011, presentate in occasione di un'amichevole con il Wolfsburg, furono realizzate in «tessuto "millerighe", creato con la tecnica "scarto d'ago"»; presentavano, inoltre, inserti in "mesh", su spalle e retro. In tessuto bianco erano realizzati la porzione anteriore del girocollo, i polsini della manica lunga e gli ampi risvolti delle mezze maniche (che, però, avevano in azzurro la parte laterale dell'orlo). Sul retro, alla base del collo, campeggiava una «N» maiuscola in blu. I pantaloncini, bianchi (o azzurri), avevano, nella parte bassa di ciascun lato, una patch azzurra (o bianca) (con il logo dello sponsor tecnico), mentre l'orlo, nella parte interna della coscia, era in azzurro. Sulla destra, era collocato il logo del club, sulla sinistra, il numero di maglia, in azzurro (o bianco). Azzurri con risvolti bianchi erano i calzettoni, provvisti anche di due righini verticali curvilinei in bianco e del logo del club.
La home 2011-2012 era «ispirata alla casacca storica del 1986-1987 [e presentava] un azzurro più scuro rispetto alle ultime stagioni». Anche i caratteri adoperati per i numeri di maglia richiamavano il font di quella stagione. Il collo a "V" aveva nel vertice «un triangolino in azzurro lucido», mentre, risvoltando il colletto (dotato di un righino bianco, non aderente al bordo), diveniva visibile una fascia bianca, collocata alla base del collo, con la scritta SSC NAPOLI in azzurro. Su entrambe le spalle, ai lati del collo, era collocato il logo dello sponsor tecnico realizzato in bianco e di dimensioni piuttosto ampie. L'orlo della mezza manica presentava un righino bianco non aderente al bordo, che lasciava scoperta la zona rivolta verso l'interno. Priva di polsini e di ornamenti alle estremità era, invece, la manica lunga. Da segnalare che, per la prima volta, sulla maglia del club partenopeo comparve il secondo sponsor commerciale. I calzoncini erano bianchi (o azzurri) con l'orlo ornato nei lati da tre strisce sovrapposte, due azzurre e una bianca al centro (la striscia più in alto era più spessa delle altre); solita collocazione per logo societario e numero (in azzurro). I calzettoni erano azzurri, con due strisce orizzontali bianche nella parte alta e logo del club posto poco più in basso. La divisa, come già avvenuto in passato, fu utilizzata anche per la prima parte della preseason della stagione successiva.

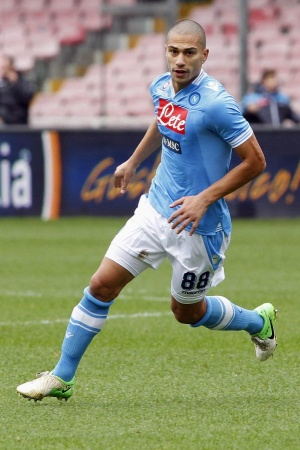
Gökhan Inler in azione con la divisa casalinga 2012-2013.

Dal colore "azzurro force", la prima maglia 2012-2013 – ispirata alla jersey 1984-1985 – presentava uno scollo a "V" in maglieria a righe bianche (tre) e azzurre (due), reso "asimmetrico" da un inserto in tessuto azzurro, sulla sinistra, esteso dal lato del collo fino al vertice dello scollo. Tale motivo a righe era ripreso per gli orli delle mezze maniche e per i tasselli triangolari posti tra i tagli laterali dell'orlo del corpino. L'orlo della manica lunga, invece, prevedeva un bordino bianco. Sul retro, alla base del collo, era ricamata in bianco la scritta SSC NAPOLI. Su ciascun lato dei calzoncini bianchi – più lunghi sul retro, questa la particolarità – era riprodotto, in azzurro, un triangolo isoscele capovolto (assente nella versione azzurra dei pantaloncini), mentre, ai tagli laterali sugli orli, erano applicati due triangoli in maglieria con il motivo a strisce dello scollo, sebbene a colori invertiti. Logo del club e numero in blu scuro (o in bianco) erano collocati, rispettivamente, sulla destra e sulla sinistra. Sulla cintura, che restava bianca anche sui pantaloncini azzurri, una patch rettangolare azzurra, con cornice bianca non aderente al bordo, riportava, in bianco, la scritta SSC NAPOLI. I calzettoni erano azzurri con risvolti a righe nello stile dello scollo e con una fascia centrale bianca, ricompresa tra due righini sempre bianchi; poco sopra la caviglia, era collocato il logo societario.
La jersey casalinga 2013-2014 era totalmente azzurra, eccezion fatta per gli inserti in maglieria – in bianco con due righe azzurre ciascuno – che avvolgevano esclusivamente i lati del collo, il cui orlo, dal taglio sagomato, si incuneava anteriormente nel corpino con una punta pronunciata, sebbene lo scollo a "V" fosse appena accennato. Sul retro, alla base della nuca, era ricamata in bianco una "versione semplificata" del logo del Napoli. Sempre il logo societario – inserito in una serie di cerchi concentrici, dei quali erano visibili solo gli archi superiori e inferiori – era stampato sui fianchi della maglia. Particolare era il taglio dello spacco e la relativa cucitura degli orli della mezza mancia, mentre semplici erano gli orli della manica lunga. I calzoncini erano bianchi (o azzurri) con cintura, orli e numero (sulla sinistra) in azzurro (o bianco); a destra era posto il logo sociale. I calzettoni erano azzurri con risvolto bianco e con il logo societario sovrapposto a una doppia fasciatura bianca.

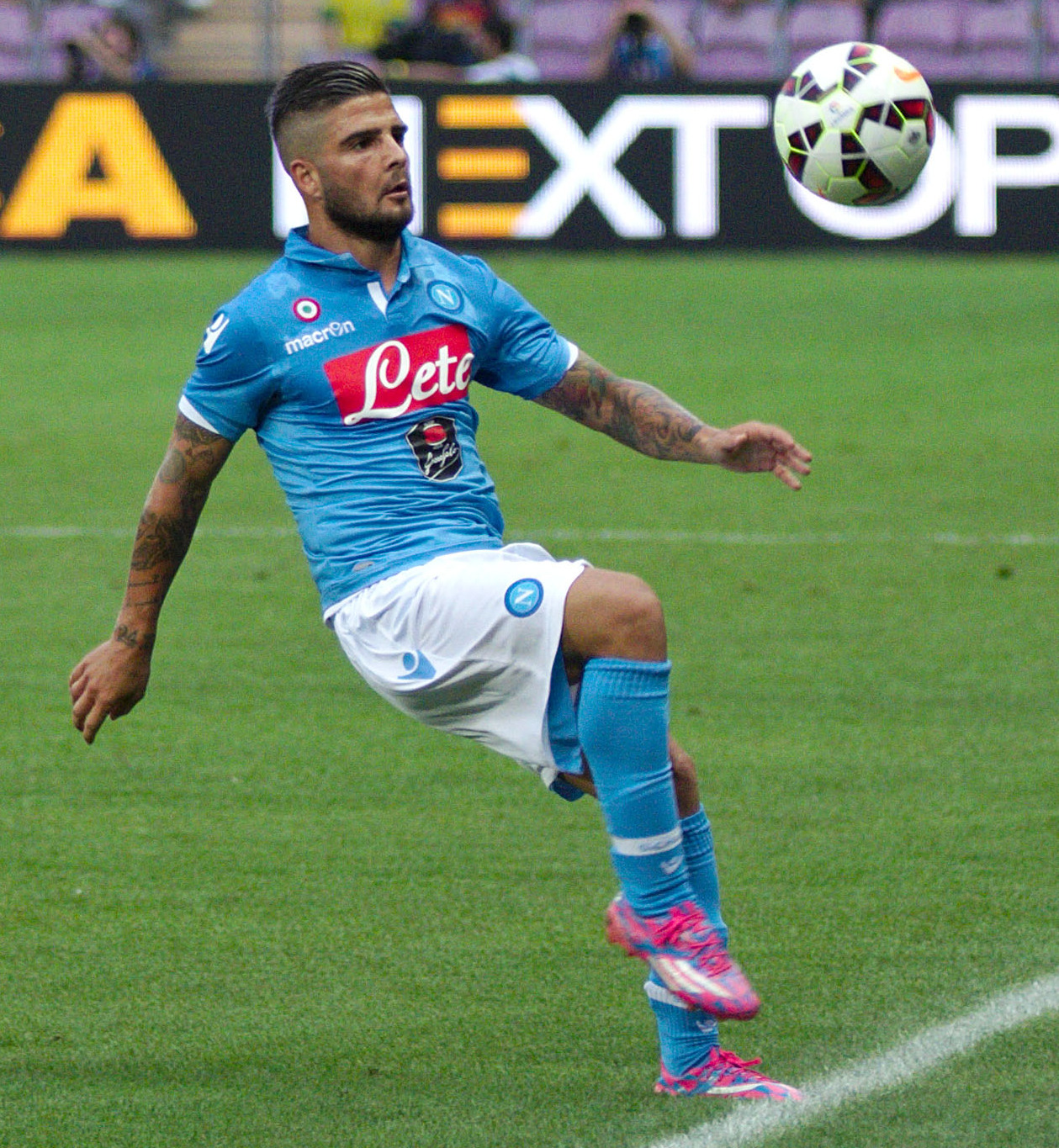
Lorenzo Insigne – con la divisa home 2014-2015 – in campo durante l'amichevole estiva Barcellona-Napoli, disputata a Ginevra, il 6 agosto 2014.

Per la home 2014-2015, si puntò sul concetto di eleganza: il colletto "a polo" prevedeva una paramontura in bianco e «una fantasia principe di Galles tono su tono», sia nella parte interna, sia nel risvolto della vela. Gli orli, in bianco, di corpino e mezza manica, per il loro particolare taglio obliquo, "scomparivano" sul davanti (corpino) e nella parte interna (manica). La manica lunga, invece, aveva un orlo semplice in azzurro. Sul retro, alla base del collo, vi era, in ricamo, la scritta corsiva Ssc Napoli e, sul fondo del corpino, «il simbolo del club impresso nel tessuto». I calzoncini, bianchi o azzurri, con orli nello stile di quelli della mezza manica, avevano logo del club, a destra, e numero, in blu o bianco, a sinistra. Azzurri, con una fascia bianca a mezza altezza, provvista della scritta SSC NAPOLI in azzurro, erano i calzettoni.
Nell'estate 2015, si ebbe un nuovo cambio di fornitore tecnico. La home 2015-2016, azzurra, aveva in bianco: orli della mezza manica, polsini della mancia lunga, colletto a girocollo e – al di sotto di quest'ultimo, nella parte anteriore – un grande inserto triangolare (con il vertice rivolto verso il basso). Il logo del Napoli era «applicato a caldo tramite una patch in microfibra e silicone». I pantaloncini bianchi avevano numero (in azzurro o blu) a sinistra e logo del club a destra; i calzettoni azzurri avevano risvolto bianco e logo societario.

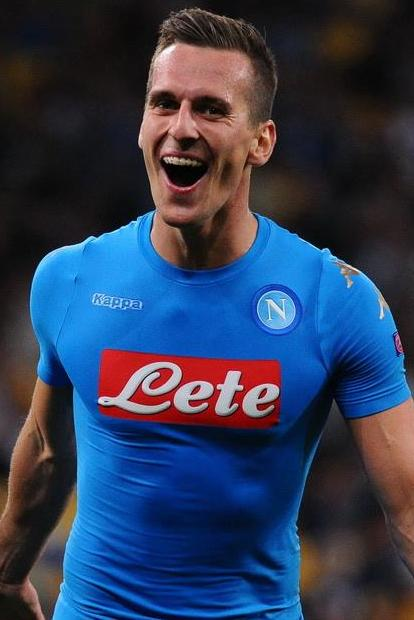
Arkadiusz Milik indossa la maglia all azure della stagione 2016-2017

Novità assoluta della stagione 2016-2017 fu l'introduzione del back sponsor sulla jersey, che, comunque, fu progettata «all'insegna della massima semplicità»: totalmente azzurra, inclusi girocollo e orli, aveva in bianco solo i loghi dello sponsor tecnico sulle spalle (e sulla manica lunga). I calzoncini, bianchi o azzurri, avevano sui fianchi il logo del fornitore tecnico ripetuto per tutta la loro lunghezza; solita collocazione per logo del club e numero di maglia. Azzurri con un ampio risvolto bianco e logo societario erano i calzettoni. Caratteristica della prima maglia 2017-2018 fu il colletto a girocollo di un azzurro più scuro rispetto al corpino e con un taglio a "V" appena accennato sul davanti. Sempre di «tono più cupo» erano le bande verticali sui fianchi del corpino, che si allargavano nella parte bassa, terminando a punta sul davanti e unendosi sul retro in un'ampia fascia. Totalmente bianchi (o azzurri) erano i pantaloncini, dotati di numero (sinistra) e logo societario (destra). Un taglio diagonale dall'interno a scendere verso l'esterno divideva i calzettoni nelle due tonalità d'azzurro, con quello più scuro in alto e quello più chiaro impreziosito dal logo del club.
Per il biennio 2018-2020, furono realizzate nuovamente maglie con sfondo in trama. In particolare, dalle articolate geometrie della casacca 2018-2019, che ricordavano molto quelle della jersey 1991-1992, «sbuca[va] il volto di una pantera ruggente». Il retro del corpino aveva sfondo uniforme e, in bianco, la scritta SSC NAPOLI sotto la nuca. Lungo i fianchi era ripetuto più volte il logo dello sponsor tecnico (in bianco). Il colletto minimal era in azzurro, così come la paramontura. Anche le mezze maniche erano in trama – eccetto la striscia di tessuto che le collegava al giromanica del corpino – e l'orlo era per metà bianco e per metà azzurro. La manica lunga simulava la mezza manica, riprendendone il design e "aggiungendo", per la restante porzione, tessuto azzurro a sfondo uniforme, con orlo sempre azzurro. Bianchi erano i calzoncini, con disposizione classica di logo del club e numero (in azzurro); lungo i fianchi, era ripetuto più volte il logo dello sponsor tecnico in azzurro e sempre azzurra era la parte posteriore degli orli. I calzettoni erano azzurri, con ampio risvolto bianco e logo del club.
Per la successiva stagione, la trama dello sfondo (prerogativa della sola parte anteriore del corpino) fu caratterizzata dal design "camouflage dots", ovvero «una grafica camouflage tono su tono costituita da una serie di puntini». Un'ampia fascia bianca, che sul retro si restringeva in prossimità del collo, copriva le spalle e la parte superiore delle maniche, dove terminava con gli angoli smussati. Un'ampia striscia, sempre bianca, che terminava tagliata diagonalmente verso il fronte, percorreva i fianchi, dal giromanica alla vita. Il rimanente dei fianchi, il retro del corpino, le mezze maniche e le maniche lunghe (entrambe con un particolare orlo blu, "tagliato" nella parte esterna) erano in azzurro con fondo uniforme. Il colletto a girocollo – di due colori, blu in basso, bianco in alto – aveva un ampio taglio anteriore e abbottonatura a bottone unico, con paramontura in blu; sul retro, al di sotto del colletto, in bianco, compariva la scritta SSC NAPOLI. I calzoncini bianchi (o azzurri) avevano, sui lati, fasce azzurre (o bianche), simili a quelle del corpino e orli blu ("tagliati" sui fianchi); logo del club e numero erano disposti come di consueto. I calzettoni azzurri avevano logo del club e, in alto, un rigo blu, che avvolgeva fronte e retro lasciando scoperti i lati esterni e interni.

##### Anni duemilaventi
Lo sfondo della jersey tornò uniforme nella stagione 2020-2021. Particolare era l'orlo del collo a "V": azzurro ai lati, blu sul davanti e sotto la nuca e bianco su due piccole zone ai lati del blu della nuca. Da queste ultime si estendevano, lungo la giunzione tra retro del corpino e manica "Raglan", due strisce bianche, che terminavano a punta. Sul retro, al di sotto del collo, in corsivo maiuscolo, c'era la sigla SSCN in bianco. Su spalle e parte alta delle maniche – provviste di ampi risvolti blu, ornati, sul fianco, da un triangolo bianco capovolto – si ripeteva, in bianco, il logo dello sponsor tecnico. La manica lunga si "estendeva" lasciando inalterato il design della mezza manica. Sui fianchi, nella giunzione tra fronte e retro del corpino, era inserita una sottile striscia bianca. I calzoncini, bianchi o azzurri, avevano, sui fianchi, il logo dello sponsor tecnico (in azzurro o bianco) ripetuto più volte e una striscia (azzurra o bianca) simile a quella del corpino; classica collocazione per numero (azzurro o bianco) e logo societario. I calzettoni erano azzurri con un'ampia fascia blu e logo del club.
Dalla stagione 2021-2022, il materiale tecnico è prodotto direttamente dal club. La nuova jersey, ovviamente azzurra, aveva dettagli blu navy, quali orli del collo a "V" e delle mezze maniche, un'ampia striscia orizzontale su entrambe le spalle, una sottile striscia verticale sui fianchi nella giunzione tra fronte e retro del corpino. La manica lunga si "estendeva" lasciando inalterato il design della mezza manica. Sul retro, al di sotto del collo, in corsivo maiuscolo, compariva la sigla SSCN in bianco. I pantaloncini (bianchi o azzurri) avevano olri blu navy e classica collocazione per numero (blu navy o bianco) e logo del club. I calzettoni erano azzurri, con ampi risvolti bianchi e logo societario. Principale tratto distintivo della maglia casalinga 2022-2023 è dato dalle maniche Raglan, caratterizzate da un motivo "a freccia", che dal blu navy delle spalle passa a tonalità sempre più chiare d'azzurro. Il corpino, azzurro, presenta sullo sfondo una trama costituita da una versione semplificata del logo del club, mentre, posteriormente, in alto al centro, è riportata la sigla SSCN in bianco. Il girocollo ha un orlo blu navy, che sul retro, presenta un piccolo taglio a "V". Completano la divisa i calzoncini a tinta unita (bianchi o azzurri) – muniti di logo societario (a destra) e numero di maglia (a sinistra) – e calzettoni azzurri (con logo del club sul fronte e risvolti bianchi).
La divisa 2023-2024 si compone di casacca azzurra, calzoncini bianchi (oppure azzurri) e calzettoni azzurri. La jersey è caratterizzato da manica Raglan a cucitura curva (evidenziata da un profilo bianco) e da scollo a "V" incrociato; gli orli di collo e maniche sono azzurri, ma presentano alle estremità tre fasce – una verde, una bianca e una rossa. Al centro del petto, è collocato lo scudetto, tra logo dello sponsor tecnico (a destra) e logo del club (a sinistra). Quest'ultimo, inoltre, è inserito, in serie, nella trama tono su tono del corpino e, singolarmente, sempre in trama tono su tono, al centro dello scudetto. Posteriormente, come consuetudine, è presente la sigla SSCN. Calzoncini e calzettoni, entrambi a tinta unita, sono dotati dei loghi di club e sponsor tecnico. Uno stile retrò caratterizza la jersey 2024-2025: il collo a "V", ornato da una vela in costina smacchinata in bianco, è dotato di colletto azzurro bordato di bianco. Bianchi sono gli orli delle maniche, gli inserti rettangolari sulle maniche, nella parte adiacente al corpino, e gli inserti triangolari sui fianchi del corpino, due per lato, uno nella parte superiore, di dimensioni maggiori, che percorre il corpino per oltre la metà, con la base contigua all'inserto sulla manica, e il vertice rivolto verso il basso, e uno di dimensioni assai ridotte, con la base collocata sull'orlo e la punta rivolta verso l'alto. Lo sfondo della maglia reca in trama il logo del club in serie, che si alterna a un motivo a zigzag; invece, la patch del logo del club, collocata sulla sinistra, è caratterizzata da un effetto 3D. Sul retro, alla base del collo, in bianco, è presente il wordmark del club, introdotto nel 2024. Completano la divisa, calzoncini bianchi (o azzurri), che presentano un inserto triangolare su ogni lato e il logo del club sulla destra, e calzettoni azzurri con risvolto cerchiato da due strisce bianche e logo del club impresso sulla parte anteriore.

#### Evoluzione
| Naples                     | Naples (variante) | Internazionale | Internaples | 1926-1927 | 1927-1928 | 1928-1930 | 1930-1932 | 1932-1936                  |
| 1936-1937                  | 1937-1939         | 1939-1944      | 1944-1945   | 1945-1946 | 1946-1947 | 1947-1948 | 1948-1949 | 1949-1950                  |
| 1950-1951                  | 1951-1952         | 1952-1955      | 1955-1960   | 1960-1961 | 1961-1962 | 1962-1964 | 1964-1965 | 1965-1966                  |
| 1966-1967                  | 1967-1968         | 1968-1969      | 1969-1976   | 1976-1977 | 1977-1978 | 1978-1980 | 1980-1982 | 1982-1983 (andata)         |
| 1982-1983 (ritorno)        | 1983-1985         | 1985-1987      | 1987-1988   | 1988-1990 | 1990-1991 | 1991-1993 | 1993-1994 | 1994-1996                  |
| 1996-1997                  | 1997-1998         | 1998-1999      | 1999-2000   | 2000-2001 | 2001-2002 | 2002-2003 | 2003-2004 | 2004-2005 (versione Legea) |
| 2004-2005 (versione Kappa) | 2005-2006         | 2006-2007      | 2007-2008   | 2008-2009 | 2009-2010 | 2010-2011 | 2011-2012 | 2012-2013                  |
| 2013-2014                  | 2014-2015         | 2015-2016      | 2016-2017   | 2017-2018 | 2018-2019 | 2019-2020 | 2020-2021 | 2021-2022                  |
| 2022-2023                  | 2023-2024         | 2024-2025      | 2025-2026   |           |           |           |           |                            |

### Seconda divisa

#### Storia

Una formazione del Napoli nella stagione 1967-1968 con indosso la seconda maglia rossa

La tenuta da trasferta del Napoli è tradizionalmente inversa a quella casalinga: maglia bianca, pantaloncini azzurri e calzerotti bianchi.
Nel campionato di Serie B 1964-1965 il presidente azzurro Roberto Fiore, per scaramanzia, decise di cambiare in corsa la maglia del Napoli: in quel torneo gli azzurri, impegnati nella corsa-promozione, giocarono molte gare con l'allora seconda divisa, bianca con sbarra azzurra.
Per la stagione 1967-1968 si decise di promuovere a seconda opzione la maglia rossa già usata una tantum negli anni precedenti; la stessa scelta sarà ripresa nell'annata 1980-1981 e poi, da parte dello sponsor tecnico Diadora, per il campionato 2008-2009. Frattanto, nella stagione 1982-1983 si segnalò una prima, vera novità da un decennio a quella parte, con la seconda divisa bianca che venne arricchita da pinstripe giallorosse, tinte queste ultime che riprendevano i colori cittadini.
Dal 2009 al 2015 la fornitura tecnica fu appannaggio di Macron, azienda che proporrà mute di cortesia molto particolari: su tutte la camouflage della stagione 2013-2014 o quella in stile denim della stagione successiva, quest'ultima divenuta peraltro oggetto di polemica poiché il suo ossessivo utilizzo nell'arco dell'annata la fece assurgere de facto a "prima maglia" del club, spodestando il tradizionale azzurro.

#### Evoluzione
| 1950-1951 | 1951-1952 | 1952-1954 | 1954-1957 | 1957-1960 | 1960-1961 | 1961-1962                        | 1962-1964                          | 1964-1965 |
| 1965-1966 | 1966-1967 | 1967-1968 | 1968-1969 | 1969-1972 | 1972-1974 | 1974-1975                        | 1975-1976                          | 1976-1977 |
| 1977-1978 | 1978-1980 | 1980-1981 | 1981-1982 | 1982-1983 | 1983-1984 | 1984-1985                        | 1985-1986                          | 1986-1987 |
| 1987-1988 | 1988-1989 | 1989-1990 | 1990-1991 | 1991-1994 | 1994-1995 | 1995-1996                        | 1996-1997                          | 1997-1998 |
| 1998-1999 | 1999-2000 | 2000-2001 | 2001-2002 | 2002-2003 | 2003-2004 | 2004-2005 (prima versione Legea) | 2004-2005 (seconda versione Kappa) | 2005-2006 |
| 2006-2007 | 2007-2008 | 2008-2009 | 2009-2010 | 2010-2011 | 2011-2012 | 2012-2013                        | 2013-2014                          | 2014-2015 |
| 2015-2016 | 2016-2017 | 2017-2018 | 2018-2019 | 2019-2020 | 2020-2021 | 2021-2022                        | 2022-2023                          | 2023-2024 |
| 2024-2025 | 2025-2026 |           |           |           |           |                                  |                                    |           |

### Terza divisa

#### Storia

Una formazione della stagione 1995-1996 con la terza divisa gialla.

La terza divisa rossa compare per la prima volta al San Paolo negli anni 1960, quando la regola era che a cambiare casacca per problemi cromatici con gli avversari fossero i padroni di casa e non gli ospiti; regola che poi sarà invertita nel 1969.
Con la stagione 2007-2008, successiva al ritorno in Serie A dopo il fallimento del 2004, Diadora riportò in auge il rosso degli anni 1960 per la terza divisa napoletana.

#### Evoluzione
| 1983-1984 | 1984-1985 | 1986-1987 | 1987-1988 | 1988-1989 | 1989-1990 | 1990-1991 | 1991-1993 | 1993-1994 |
| 1994-1995 | 1995-1996 | 1996-1997 | 1997-1998 | 1998-1999 | 1999-2000 | 2000-2001 | 2001-2002 | 2002-2003 |
| 2003-2004 | 2004-2005 | 2005-2006 | 2006-2007 | 2007-2008 | 2008-2009 | 2009-2010 | 2010-2011 | 2011-2012 |
| 2012-2013 | 2013-2014 | 2014-2015 | 2015-2016 | 2016-2017 | 2017-2018 | 2018-2019 | 2019-2020 | 2020-2021 |
| 2021-2022 | 2022-2023 | 2023-2024 | 2024-2025 | 2025-2026 |           |           |           |           |

### Altre divise

#### Quarta divisa

##### Storia
Alla stagione 2005-2006 risale di debutto di una quarta maglia, una divisa palata biancazzurra in stile argentino; un concept che aveva fatto il suo esordio, in quel caso addirittura come prima opzione, tre stagioni prima.
Foriera di novità è la stagione 2020-2021. Dapprima il 29 novembre 2020, in occasione della sfida casalinga di campionato contro la Roma, la squadra scende in campo con una speciale quarta divisa a strisce biancazzurre, simile a quella della nazionale argentina, per commemorare il rapporto dell'ex capitano azzurro Diego Armando Maradona con la città di Napoli e i tifosi partenopei;

##### Evoluzione
|  | 2005-2006 | 2013-2014 | 2016-2017 | 2017-2018 | 2019-2020 | 2020-2021 | 2021-2022 |

#### Coppe

##### Storia

Festeggiamenti per la Supercoppa italiana 1990, vinta indossando la speciale divisa fasciata approntata per le gare di coppa.

Nel corso della sua storia recente, il club partenopeo ha adottato anche divise estranee alla canonica fornitura tecnica. Nello specifico, rappresentò una vera e propria novità la pratica – introdotta nella stagione 1990-1991 – di realizzare una versione dedicata delle divise da utilizzare nelle competizioni internazionali o nelle coppe nazionali. Per la finale di Supercoppa italiana 1990 e le gare di Coppa dei Campioni 1990-1991, infatti, Ennerre realizzò una speciale maglia home, contraddistinta da una sorta di fascia ondata bianca, caratterizzata da un particolare disegno: partendo dalle maniche, la fascia, leggermente ricurva verso il basso, si restringeva gradualmente, formando due punte che si toccavano sulla parte destra della jersey. Quest'ultima era realizzata in tessuto luicido e con logo dello sponsor tecnico in trama, mentre il logo del club era collocato sulla manica sinistra, per lasciar posto, sul petto, allo Scudetto. Una variante di questa maglia fu utilizzata esclusivamente per le gare amichevoli: anch'essa provvista della fascia ondulata, aveva, però, fondo uniforme e, priva di colletto, aveva girocollo e polsini bianchi.

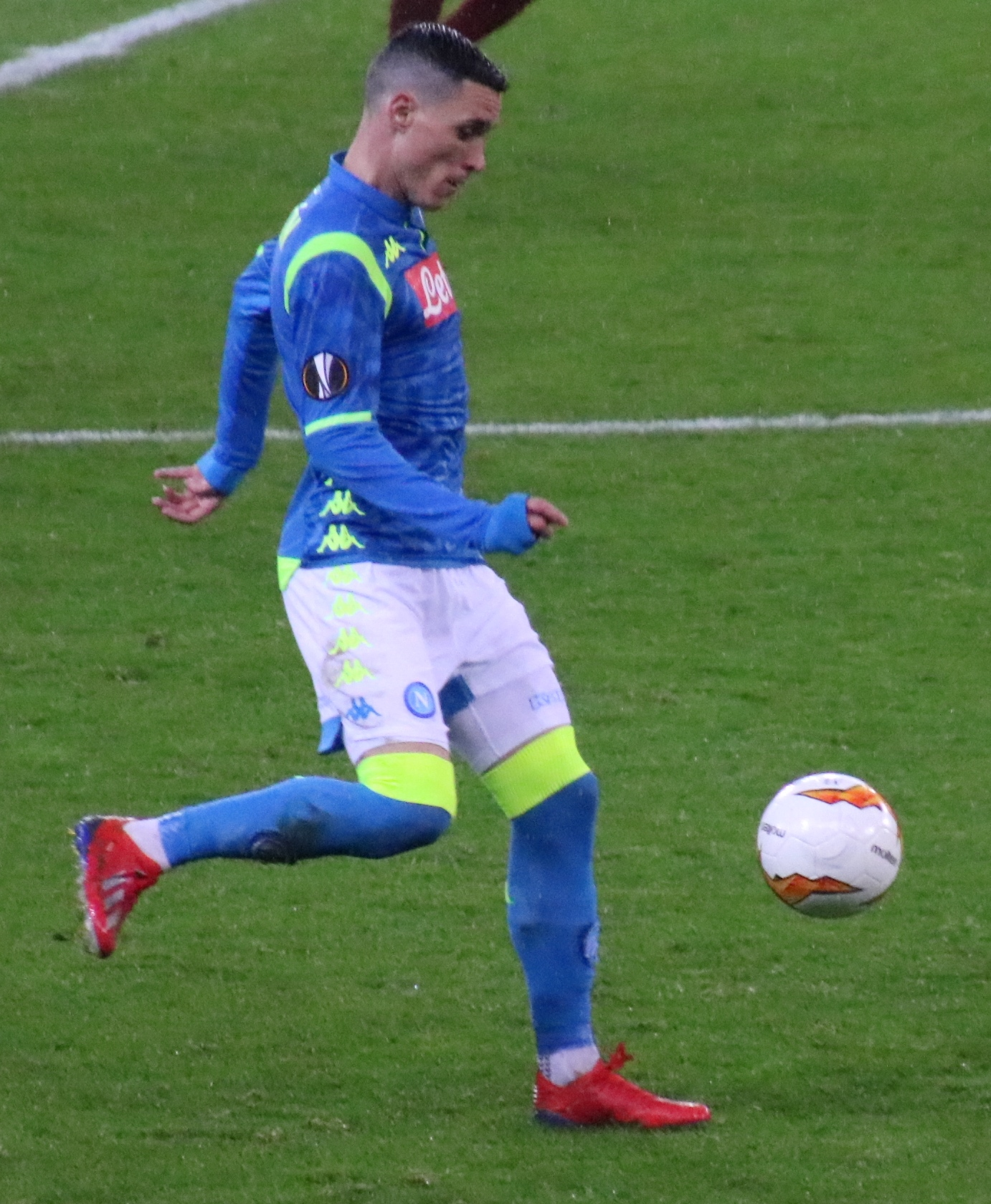
José María Callejón con la divisa "europea" 2018-2019, riconoscibile dagli inserti giallo fluo.

La predisposizione di divise ad hoc per le coppe divenne prassi a partire dalla stagione 2011-2012: da tale annata, il Napoli adotta kit "europei" che si discostano da quelli vestiti in campionato per alcune varianti di stile su dettagli minori. Per le gare di UEFA Champions League 2011-2012, nomi e numeri di maglia furono riprodotti in oro; sempre in oro era un sottile bordino che circondava il logo del club. Della maglia home 2013-2014, invece, furono prodotte due varianti dedicate alle coppe. Una prima variante fu realizzata per la Champions League – con l'aggiunta di dettagli in platino (bordo intorno al logo del club e nomi e numeri di maglia), con l'inversione dei colori degli inserti ai lati del collo e con l'aggiunta della scritta SSC NAPOLI, in luogo del logo alla base della nuca. Una seconda variante fu approntata, invece, per la finale di Coppa Italia: la jersey presentava orli di mezze maniche e collo in tessuto bianco e nomi e numeri di maglia in oro, bordati in nero.
Per il preliminare di Champions League 2014-2015, nomi e numeri di maglia furono stampati in blu con un'ombra in verde fluo. Ancora più evidenti, invece, le fluorescenze, questa volta in giallo, sulla versione "europea" della divisa 2018-2019: oltre che per nome e numero di maglia, il giallo fluo fu utilizzato anche per loghi dello sponsor tecnico (a eccezione di quelli più prossimi agli orli dei calzoncini), scritta SSC NAPOLI sotto la nuca, tessuto di giunzione tra maniche e corpino, porzione di tessuto nella parte bassa del posteriore del corpono, orli (solo per metà) delle mezze maniche, risvolti dei calzettoni, paramontura e bottone del colletto. Nell'"euro-divisa" 2019-2020, il bianco degli inserti della jersey e l'azzurro degli inserti dei calzoncini erano sostituiti dal blu, mentre nomi e numeri di maglia erano in platino. Nelle stagioni 2020-2021 e 2021-2022, il colore distintivo delle divise europee tornò a essere l'oro, che sostituiva il bianco degli inserti della divisa 2020-2021 e il blu navy degli inserti di jarsey e calzoncini della divisa 2021-2022.
Non è superfluo evidenziare, inoltre, che varianti dedicate alle coppe europee siano state realizzate anche per le divise di cortesia. Nella stagioni 2011-2012 e 2014-2015, il club utilizzò versioni "europee" della divisa da trasferta. Nella stagione 2018-2019, anche la terza divisa ebbe una specifica variante per le coppe. L'anno successivo, invece, la divisa da trasferta europea costituiva di fatto una variante della terza divisa utilizzata in Serie A. Per l'annata 2021-2022, furono la terza e la quarta divisa ad avere una versione per l'Europa League; mentre, per la Champions League 2022-2023 sono state adoperate versioni specifiche della divisa da trasferta e della terza divisa, ma non della divisa casalinga.

##### Evoluzione
| 1990-1991 Coppa dei Campioni (Casa) Supercoppa italiana | 2011-2012 UCL (Casa)        | 2011-2012 UCL (Trasferta) | 2013-2014 Finale Coppa Italia | 2014-2015 UCL (Casa) | 2014-2015 UEL (Trasferta) | 2016-2017 UCL (Casa)  | 2016-2017 UCL (Trasferta) | 2018-2019 UCL e UEL (Casa) |
| 2018-2019 UCL e UEL (Trasferta)                         | 2018-2019 UCL e UEL (Terza) | 2019-2020 UCL (Casa)      | 2019-2020 UCL (Trasferta)     | 2020-2021 UEL (Casa) | 2021-2022 UEL (Casa)      | 2021-2022 UEL (Terza) | 2021-2022 UEL (Quarta)    | 2022-2023 UCL (Trasferta)  |
| 2022-2023 UCL (Terza)                                   | 2023-2024 UCL (Trasferta)   |                           |                               |                      |                           |                       |                           |                            |

#### Divise speciali

##### Storia
Per la gara interna del 18 aprile 2021 contro l'Inter viene presentata una speciale divisa, frutto della collaborazione tra lo sponsor tecnico Kappa e il marchio di moda Marcelo Burlon County of Milan. Nelle stagioni successive, poi, svariate sono state le divise speciali e celebrative realizzate dal club.

##### Evoluzione
| 2020-2021 Napoli × Marcelo Burlon | 2021-2022 Halloween | 2021-2022 Maradona Game (Blu) | 2021-2022 Maradona Game (Bianca) | 2021-2022 Maradona Game (Azzurra) | 2021-2022 Maradona Game (Rossa) | 2022-2023 Halloween Game | 2022-2023 Christmas | 2022-2023 San Valentino |
| 2024-2025 Partenope Jersey        |                     |                               |                                  |                                   |                                 |                          |                     |                         |

## Sponsor tecnici
| Periodo   | Sponsor    |
| --------- | ---------- |
| 1978-1980 | Puma       |
| 1980-1984 | Ennerre    |
| 1984-1985 | Linea Time |
| 1985-1991 | Ennerre    |
| 1991-1994 | Umbro      |
| 1994-1997 | Lotto      |
| 1997-2000 | Nike       |
| 2000-2003 | Diadora    |
| 2003-2004 | Legea      |
| 2004-2006 | Kappa      |
| 2006-2009 | Diadora    |
| 2009-2015 | Macron     |
| 2015-2021 | Kappa      |
| 2021-     | EA7        |

La prima azienda di abbigliamento sportivo a produrre materiale tecnico per il club napoletano fu la Ennerre, dell'ex calciatore Nicola Raccuglia, che realizzò le divise per il biennio 1976-1978. Invero, in quegli anni, le norme federali ancora vietavano la pratica delle sponsorizzazioni, sia per i fornitori tecnici, sia per gli sponsor commerciali, pertanto il marchio Ennerre non poté comparire sulle casacche della squadra azzurra. La prima maglia a essere "firmata" ufficialmente con il logo dello sponsor tecnico, grazie alle nuove disposizioni della Federazione, fu quella del torneo 1978-1979, realizzata da Puma, la cui partnership con il Napoli ebbe durata biennale.

Dirceu con la jersey 1983-1984 "firmata" Ennerre, lo sponsor tecnico più longevo nella storia partenopea.

Nel 1980, subentrò nuovamente la Ennerre, che si legò agli azzurri fino al 1984, quando la fornitura tecnica fu appannaggio di Linea Time, il cui accordo con il Napoli durò per una sola stagione. Si ebbe, dunque, un nuovo avvicendamento, che portò, per la terza e ultima volta, il brand Ennerre a Napoli: la sponsorship, di ben sei stagioni, consentì all'azienda di Raccuglia di legare il proprio nome ai successi del Napoli dei cosiddetti anni d'oro.
Si avvicendarono, nei successivi dodici anni, quattro accordi triennali, rispettivamente con Umbro, Lotto, Nike e Diadora. In particolare, la sponsorizzazione Nike, oltre a segnare l'ingresso dell'azienda americana in Serie A, si distinse per l'inedito approccio "marketing oriented": per la stagione 1997-1998, infatti, fu realizzata una teaser campaign, con una serie di annunci stampa caratterizzati da elementi grafici propri del template delle nuove maglie, da riferimenti alla Smorfia, nonché dall'utilizzo della lingua napoletana. Nell'estate del 2003, Legea divenne il nuovo fornitore ufficiale, ma, a causa delle vicissitudini societarie del club, la collaborazione cessò dopo una sola stagione, sebbene l'azienda pompeiana avesse già concepito e realizzato le divise per il torneo 2004-2005. Sponsor tecnico, con un accordo biennale, divenne, quindi, Kappa, alla quale subentrò, per il triennio 2006-2009, Diadora, che, dunque, ritornava "a vestire" gli azzurri.
A partire dal 2009, si susseguirono due lunghe collaborazioni, la prima, prolungatasi per ben sei stagioni, con Macron, e, la seconda, pure perdurata sei stagioni, con Kappa, alla sua seconda esperienza con gli azzurri. Di un qualche interesse appaiono le strategie e le tecniche di comunicazione adottate in questo arco temporale in occasione delle presentazioni stagionali delle divise. Per l'annata 2011-2012 (Macron) – quando la presentazione avvenne a bordo di una nave da crociera della MSC – fu realizzato un video evocativo dei successi azzurri degli anni ottanta; sia per le divise 2013-2014 (Macron), sia per quelle 2015-2016 (Kappa), furono realizzate delle gigantografie delle casacche, poi esposte sul terreno di gioco in occasione delle rispettive presentazioni; mentre, per il lancio delle divise 2018-2019, caratterizzate dal volto di una pantera, fu realizzato un video a fumetti, la cui storia aveva per protagonisti alcuni calciatori azzurri e la stessa pantera.
Dalla stagione 2021-2022, il club produce e commercializza autonomamente il materiale tecnico, avvalendosi della consulenza di EA7 dello stilista Giorgio Armani. La pionieristica iniziativa, però, non è stata di facile attuazione, tanto che, per tutta la preseason, il Napoli è stato costretto a utilizzare le divise dell'anno precedente, opportunamente riadattate, e materiale tecnico della Zeus Sport, realizzato ex novo, ma privo del logo.

## Simboli ufficiali

### Stemma
Nell'arco degli anni, lo stemma del Napoli ha avuto differenti incarnazioni, sebbene un emblema di forma circolare, caratterizzato da una «N» maiuscola, non dissimile da quella tipica del simbolismo napoleonico, abbia contraddistinto l'identità visiva del club, per la massima parte della sua storia. Siffatta configurazione dello stemma è stata soggetta, nel tempo, a più di un restyling, cha ha apportato variazioni non sostanziali: tali cambiamenti, spesso blandi, vanno a contrapporsi a versioni dell'emblema che, radicalmente, si discostavano da quello che diverrà il logo di riferimento del club partenopeo. È questo il caso, ad esempio, del primo stemma adottato dal sodalizio napoletano, in seguito all'assunzione della denominazione Associazione Calcio Napoli, nel 1926.

#### Le origini: Naples e Internazionale Napoli

Una formazione dell', tra i progenitori del Napoli, nella stagione 1912-1913: sulle maglie è distinguibile lo stemma dello scomparso club, con la sigla «IN» inscritta in un cerchio bianco.

Emblemi di forma circolare erano già stati adottati dal Naples e dall'Internazionale Napoli, i due club progenitori dell'odierno Napoli. Nello specifico, lo stemma del Naples, il cui sfondo, richiamava il template delle proprie maglie, a strisce azzurre e celesti, recava, adagiata al centro, la sigla FBC in maiuscolo, a sua volta sovrapposta da una «n» minuscola che abbracciava e si intersecava con le altre lettere; il carattere usato era ricco di grazie e finemente decorato, il colore adoperato era l'oro.

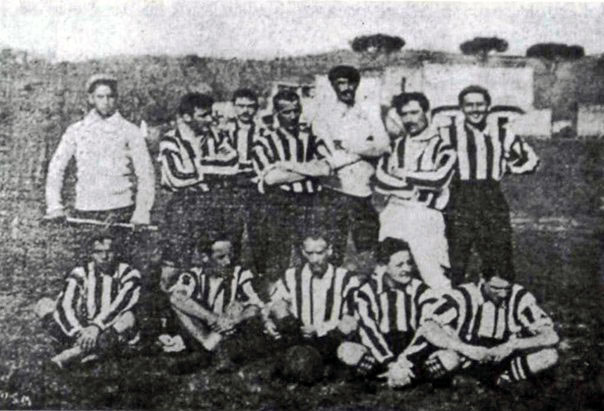
Una formazione del Naples nel 1906 con la classica casacca a strisce azzurre e celesti, che caratterizzavano anche lo sfondo dello stemma.

Lo stemma dell'Internazionale Napoli, invece, era un disco blu, bordato di bianco, all'interno del quale, caratterizzate da un sobrio font senza grazie, trovavano posto le iniziali IN, entrambe in maiuscolo e di colore bianco. Non dissimile a quello appena descritto, infine, era un altro emblema adottato sempre dall'Internazionale: anche in questo caso, lo stemma era di forma circolare, con bordura bianca e fondo blu, sul quale, adattandosi alla conformazione dell'emblema, figurava, in bianco, riprodotta con un carattere molto semplice, la sigla USI in maiuscolo.

Stemma del Naples
Stemma dell'Internazionale con le iniziali «IN»
Stemma dell'Internazionale con la sigla «USI»

#### Dall'Internaples all'AC Napoli

Una formazione dell'Internaples nella stagione 1922-1923.

Allorquando Naples e Internazionale confluirono nell'Internaples, emblema del riunificato club divenne un rombo azzurro – colore predominante delle nuove casacche – bordato di bianco; all'interno della bordura, in oro, compariva la scritta UNIONE SPORTIVA INTERNAPLES, con la «N» contenuta nel nome Internaples collocata, in posizione verticale, in corrispondenza dell'angolo basso della figura geometrica; mentre, al centro dello stemma, sempre in oro, era posizionata la sigla USI, le cui lettere erano sovrapposte ed elegantemente intrecciate tra loro.
È interessante evidenziare che di tale stemma fu realizzata, anche, una serie di distintivi a spilla, ove non compariva affatto l'azzurro: l'emblema, infatti, era contraddistinto da un fondo che, «imprevedibilmente», si presentava di un inconsueto color porpora.

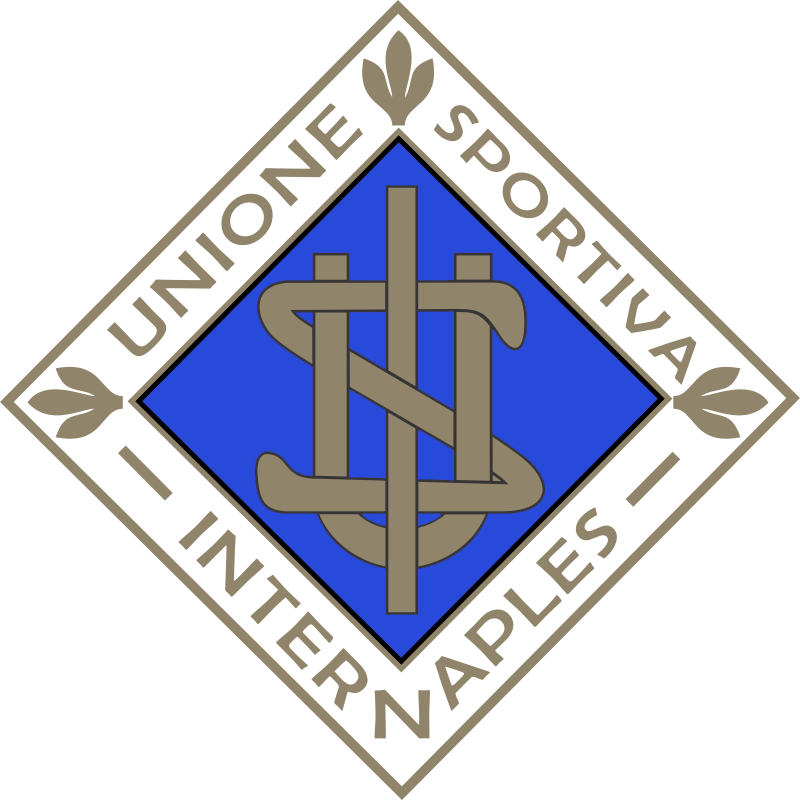
Stemma dell'Internaples
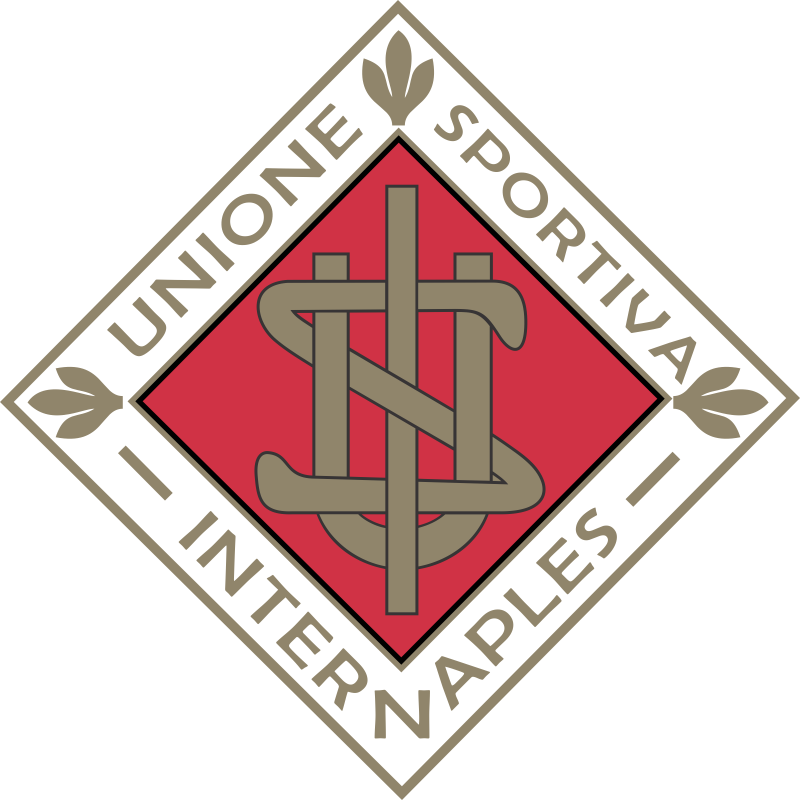
Variante con fondo porpora

Nel 1926, l'assemblea dei soci dell'Internaples deliberò il cambio di denominazione del club, che mutò in Associazione Calcio Napoli. Venne creato, quindi, il nuovo stemma ufficiale: un ovale azzurro contornato d'oro, con, al centro, un cavallo inalberato e rivoltato – riprodotto in argento o in oro, a seconda delle varianti dell'emblema – posto su un pallone da calcio d'oro e con le iniziali ACN, sempre in oro, disposte ad altezze sfalsate, rispettivamente, sulla coda, sulla testa e sotto gli zoccoli delle zampe anteriori della figura equestre. Al riguardo, è interessante evidenziare che, già nel 1922, i calciatori dell'Internaples erano detti "poulains", ovvero puledri.

Stemma adottato nel 1926
Variante con cavallo inalberato in oro

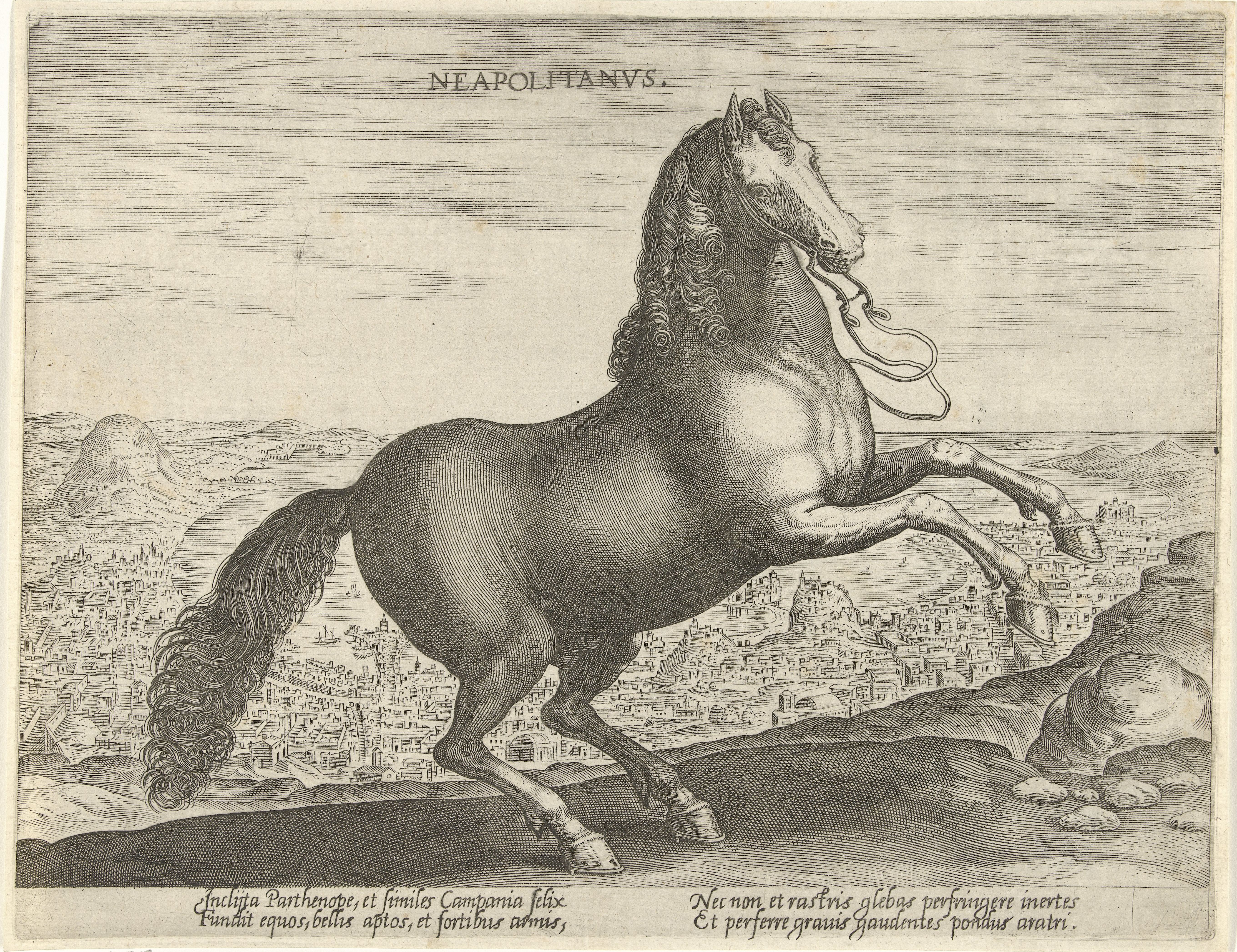
Cavallo napoletano "sfrenato". Incisione del XVI secolo (Rijksmuseum, Amsterdam).

L'adozione del cavallo per rappresentare il club partenopeo traslò, nel mondo del calcio, un simbolo, sin dall'antichità, connesso, per ragioni storiche, quando non leggendarie, alla città di Napoli. L'individuazione dell'origine di tale legame simbolico è resa ardua proprio dalla commistione tra storia e leggenda: anche la trattazione compiuta al riguardo da Giovanni Antonio Summonte, che, all'argomento, dedicò alcune pagine della sua monumentale opera Historia della Città e Regno di Napoli, non fornisce una risposta certa. Lo storico napolitano riferisce di due possibili ipotesi sulle ragioni che abbiano portato la figura del cavallo ad assurgere a simbolo cittadino: entrambe collocherebbero la genesi di questo simbolismo in età classica. La prima di esse fa riferimento al mito greco della creazione di ulivo e cavallo e alla sfida che contrappose Atena e Poseidone per la concessione dell'Attica da parte di Zeus. Le due divinità avrebbero dovuto beneficiare gli esseri umani di un dono e quello giudicato più utile avrebbe ottenuto la vittoria. Poseidone uscì sconfitto dalla sfida. In Magna Grecia, gli antichi neapolitani, però, per dimostrare la loro vicinanza al dio del mare, avrebbero scelto il cavallo come propria insegna. La seconda ipotesi è connessa al culto dei Dioscuri Castore e Polluce, molto diffuso nell'antica Neapolis e in Magna Grecia: il primo degli eroici gemelli, infatti, era, secondo il mito, un domatore di cavalli.

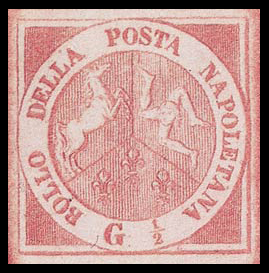
Francobollo da ½ grano della Posta napoletana (emissione del 1858). Si noti a sinistra il cavallo "sfrenato".

A suffragare la tesi del cavallo quale simbolo cittadino, continua il Summonte, ci sarebbero, a ogni modo, diverse evidenze, rappresente dai vari monumenti equestri di Napoli: in particolar modo egli riferisce di un cavallo di bronzo, che «nō è dubbio alcuno, che fu l'insegna della Città». L'enorme statua in parola, collocata nei pressi dell'odierno Duomo di Napoli, secondo una leggenda, sarebbe stata fatta forgiare da Virgilio, che, al bronzeo destriero, avrebbe trasfuso la propria magia, al fine di renderlo capace di curare tutti i cavalli della città, che erano stati colpiti da un terribile morbo. Il Summonte, inoltre, sottolinea che la figura equestre fosse stata forgiata in modo da comparire sfrenata e, al riguardo, cita un episodio, molto probabilmente privo di fondamento, che avrebbe avuto luogo quando Corrado IV riprese il controllo di Napoli che si era ribellata alla Corona: il sovrano avrebbe fatto apporre freno e briglie al cavallo, a voler simboleggiare il proprio dominio sulla città e sull'indomito e recalcitrante popolo napoletano. A ogni modo, proprio a causa delle credenze pagane collegate al cavallo di bronzo, nel 1322, le autorità religiose ne avrebbero decretato la rimozione e la distruzione, dalla quale si sarebbe salvata solo la testa del nobile animale (tale ultima affermazione, però, è sicuramente inesatta, poiché la testa di cavallo a cui fa riferimento lo storico napolitano è, invece, un'opera incompiuta di Donatello, commissionata, nel XV secolo, da Alfonso il Magnanimo).
Ritornando a una analisi prettamente araldica, è opportuno rilevare che la figura del cavallo caratterizzò gli stemmi dei sedili cittadini di Nilo e di Capuana, aspetto, questo, evidenziato anche dal Summonte. A proposito di tali insegne testé menzionate, è interessante notare gli smalti di esse e attributi d'azione delle rispettive figure. In relazione a quest'ultimo aspetto, il cavallo di Nilo è sfrenato, mentre quello di Capuana è fermo; quanto agli smalti, invece, è possibile rilevare che l'arme del seggio di Nilo presenta il campo d'oro e la figura di nero, mentre, nell'arme di Capuana, il campo è d'azzurro e la figura è d'oro. A partire dal 1806, inoltre, il cavallo sfrenato di nero in campo d'oro divenne insegna della provincia di Napoli, nonché fu assurto a rappresentare il Regno di Napoli, nelle armi dei sovrani napoleonici.
Molto più pragmaticamente, però, e senza ricorrere, dunque, alla mitologia greca, il cavallo quale simbolo sia del Paese napolitano, sia della città e, quindi, del club calcistico potrebbe trarre la propria origine dalla pregiata razza equina napolitana: per secoli allevati nei territori del Regno di Napoli, i cavalli napolitani «[...] erano conosciuti in tutto il mondo per la loro eleganza, il portamento fiero e l'incedere maestoso [...]».

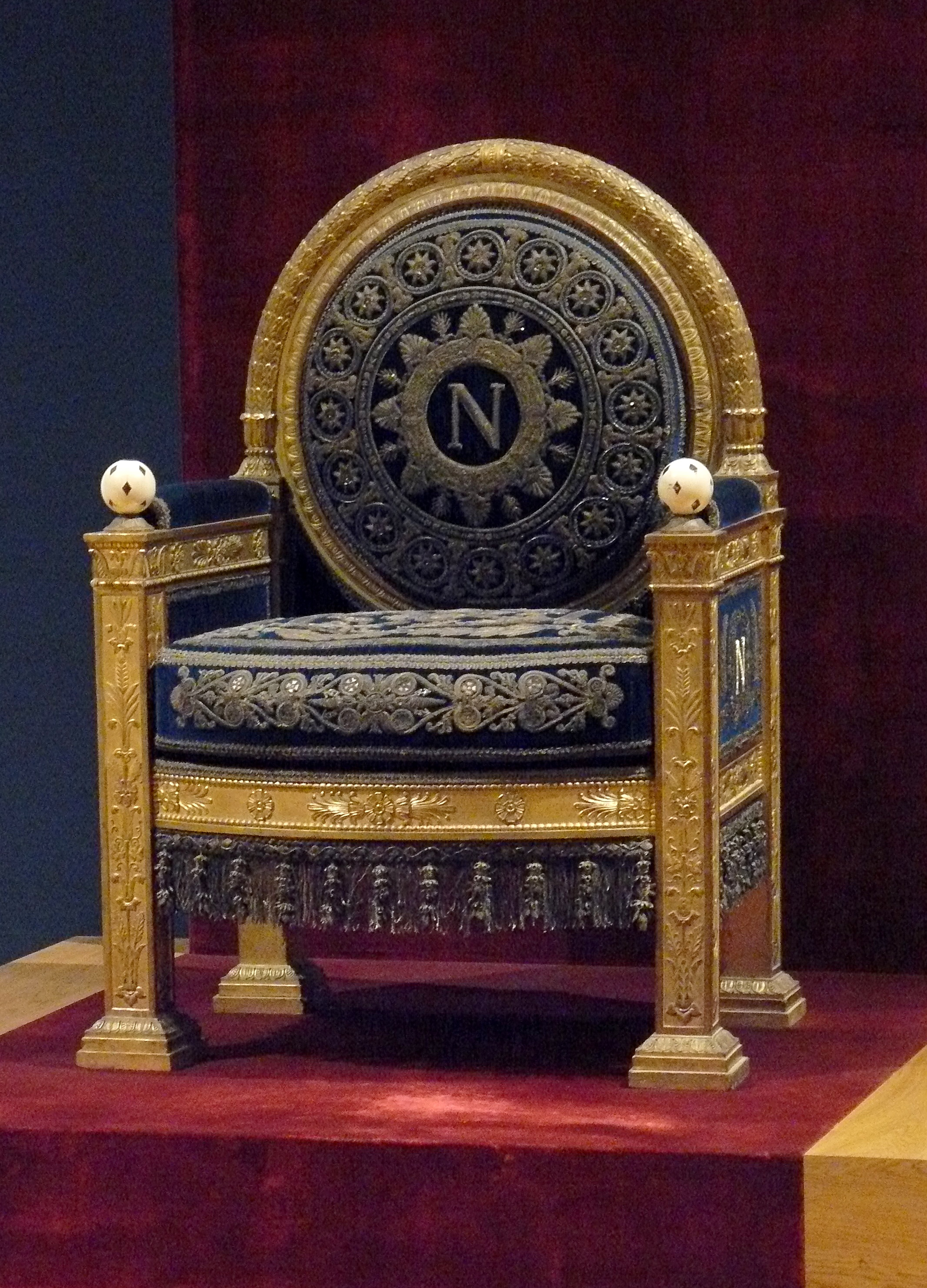
Trono di Napoleone Bonaparte. Al centro dello schienale è visibile il monogramma dell'imperatore.

Il club, tuttavia, accantonò ben presto tale emblema, decidendo di cambiare nuovamente il proprio stemma. Il cavallo, però, non scomparve del tutto dal sistema iconografico del Napoli, ma, declinato nel cosiddetto "ciuccio", ne divenne la mascotte. Il nuovo emblema adottato dalla dirigenza della compagine partenopea aveva una forma circolare, molto semplice, ed era contraddistinto da una «N» maiuscola con grazie, riprodotta in oro, collocata su fondo azzurro, bordato d'oro: la sola iniziale del nome del club, ma anche della città, dunque, assurse al rango di stemma. Il design e il colore della «N», inevitabilmente, rimandano al monogramma di Napoleone Bonaparte, costituito proprio da una lettera «N» maiuscola, sovente associata all'aquila imperiale francese d'oro posta in campo azzurro.

Stemma in uso negli anni 1930
Monogramma di Napoleone Bonaparte, sovrastato dall'aquila imperiale francese in campo azzurro

Una formazione del Napoli nella stagione 1945-1946: sulle maglie era cucito lo scudo bianco con una «N» azzurra in maiuscolo e priva di grazie.

A partire dagli anni quaranta, lo stemma del club assunse una differente conformazione: la «N», di colore bianco, fu collocata su uno scudo francese antico dal campo azzurro e dal bordo dorato. La riproduzione dell'emblema realizzata per le maglie della squadra azzurra, però, non rispecchiava il medesimo design: difatti, lo scudo era bianco (ovvero azzurro per le divise da trasferta) e su di esso campeggiava una «N» azzurra (ovvero bianca per le divise da trasferta) in maiuscolo e priva di grazie.
A cavallo tra la fine degli anni cinquanta e l'inizio degli anni sessanta, il Napoli utilizzò uno stemma detto "a botte", ovvero uno scudo ovale tagliato alle estremità inferiore e superiore. Sul fondo azzurro dell'emblema, era collocata, in oro, la «N», che si differenziava, tuttavia, da quella napoleonica adottata negli anni precedenti, poiché era dotata di un'ulteriore grazia nell'angolo basso, simile, ma speculare e capovolta, rispetto a quella dell'angolo alto.

Stemma in uso negli anni 1940
Stemma riprodotto sulle maglie della stagione 1945-1946
Stemma usato dal 1959 al 1961

#### Dall'AC Napoli alla SSC Napoli

Giocatori, staff tecnico e dirigenza del Napoli vincitore della Coppa Italia 1961-1962.

Nel 1962, il club, complice anche la vittoria della sua prima Coppa Italia, introdusse un nuovo emblema, che riprendeva il cavallo inalberato dello storico stemma del 1926. La figura equestre, in oro, diversamente da quella originale degli anni venti, era orientata verso la destra araldica e non poggiava su un pallone da calcio, bensì sulla coccarda distintiva della squadra detentrice della Coppa Italia. Il tutto era inserito in un ovale, dal fondo azzurro e dal bordo dorato, sormontato dai cinque cerchi olimpici. Il complesso di figure era collocato su uno scudo francese antico dal campo azzurro e caratterizzato da un'elaborata serie di bordi esterni e contorni interni d'oro. Agli angoli alti dello stemma erano collocate le iniziali A e C, mentre in punta campeggiava, in maiuscolo, la scritta NAPOLI, con le lettere allungate verso il basso, a seguire la forma dello scudo. Una variante dell'emblema sostitutiva il bianco all'azzurro.

Stemma riprodotto sulle maglie della stagione 1962-1963 (variante con fondo azzurro)
Stemma riprodotto sulle maglie della stagione 1962-1963 (variante con fondo bianco)

Omar Sívori, al Napoli dal 1965 al 1968. Sulla maglia è evidente lo stemma adottato nel 1964.

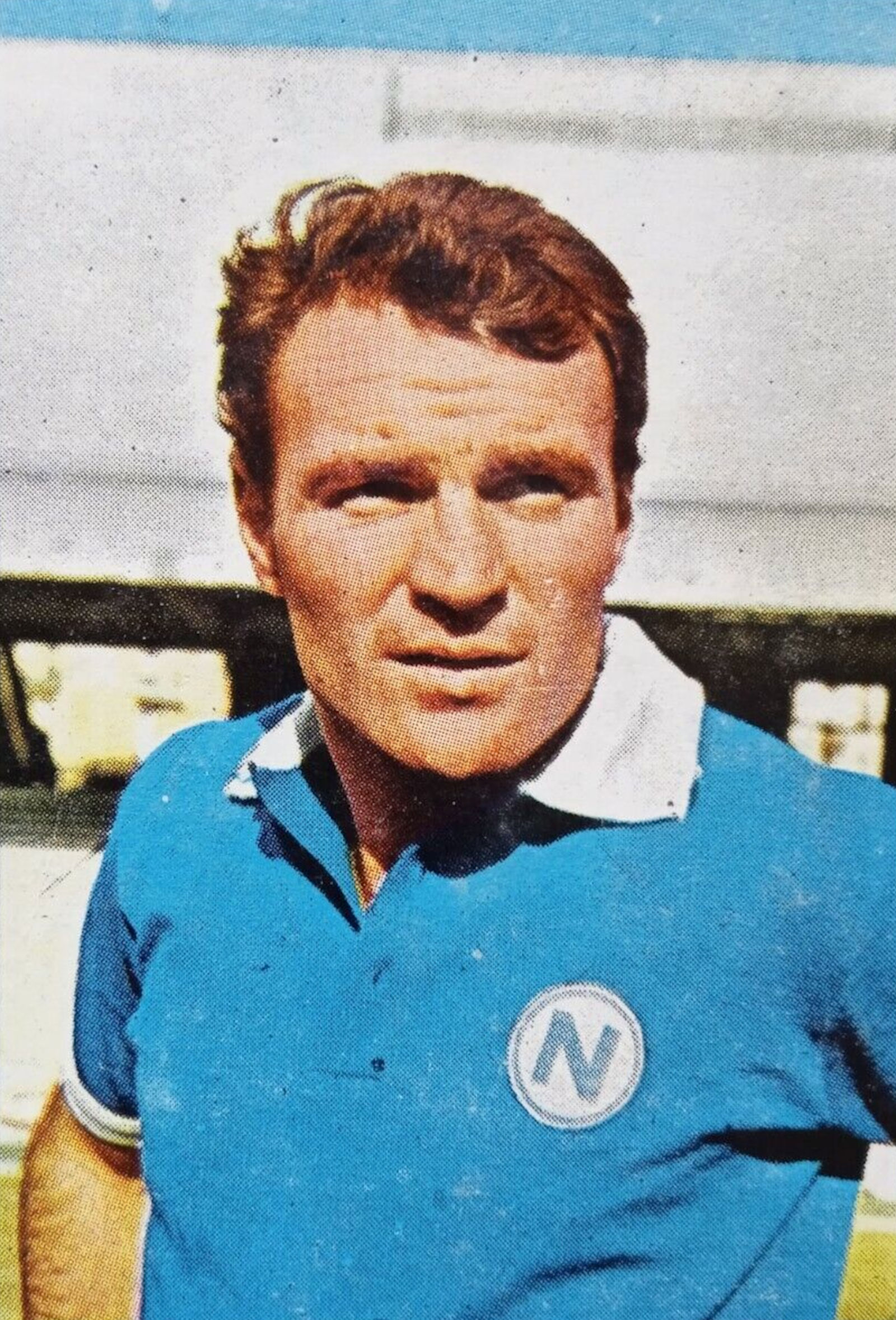
José Altafini, al Napoli dal 1965 al 1972. Sulla maglia campeggia lo stemma introdotto nel 1965.

Nel 1964, in virtù della variazione di forma giuridica, dall'associazione alla società di capitali, fu deliberato un altro cambio di denominazione in Società Sportiva Calcio Napoli: giocoforza, anche lo stemma del club mutò ancora una volta. Le nuove casacche, infatti, recarono un emblema che, partendo dallo stemma del 1962, lo rivisitava: immutata restava la forma dello scudo, il cui fondo, però, era uniforme e di colore azzurro, il cavallo inalberato, invece, era sostituito da una «N» maiuscola senza grazie, sempre d'azzurro, collocata nell'ovale bianco. Le lettere A e C erano sostituite da due S, mentre, in punta, sulla scritta NAPOLI, compariva, con un carattere di dimensioni diminuite, la parola CALCIO, il tutto di colore bianco. Nel corso della stagione 1965-1966, l'emblema del club riprodotto sulle divise da gioco fu semplificato ulteriormente: la «N» azzurra, in maiuscolo e priva di grazie, fu inserita in uno stemma tondo dal fondo bianco e con un doppio bordo azzurro (più sottile) e bianco (più spesso).

Stemma riprodotto sulle maglie della stagione 1964-1965 e, in via non esclusiva, della stagione 1965-1966
Stemma riprodotto sulle maglie delle stagioni 1965-1966 (in via non esclusiva) e 1966-1967

È da evidenziare, però, che, diversamente dagli emblemi cuciti sulle maglie della squadra, lo stemma realizzato per i distintivi a spilla dati in omaggio agli abbonati, presentava sì la forma tonda – fondo azzurro, con bordo dorato – ma differivano le fattezze della «N»: anch'essa d'oro, infatti, risultava dotata di grazie. Successivamente, inoltre, tale emblema fu oggetto di due ulteriori restyling: in una prima variante, la «N» fu rimpicciolita e assunse il design già adoperato per lo stemma "a botte" di fine anni cinquanta e al disotto di essa fu inserita la scritta SSC NAPOLI, che seguiva l'andamento curvo dello scudo; in una seconda variante, infine, furono inserite, nella parte bassa del bordo dorato, tre linee sequenziali che richiamavano i colori della bandiera italiana.

Una delle tre varianti dello stemma usato dal 1965 al 1969

#### Anni settanta
A partire dalla seconda metà del 1969 e per gran parte del decennio successivo, l'identità visiva del Calcio Napoli fu improntata sulla simbologia propria dell'araldica del Regno di Napoli, del Regno di Sicilia e del Regno delle Due Sicilie. La dirigenza del club, infatti, mirava a ottenere "un'identificazione tra squadra e storia della città", andando a richiamare elementi di carattere culturale e identitario, attraverso i simboli araldici.
Similmente a quanto avvenuto nel 1926 e nel 1962 con il cavallo inalberato, la società partenopea, alla vigilia della stagione 1969-1970, intervenne sul proprio emblema – che assunse nuove connotazioni – mutuando un altro dei simboli storici legati alla città. Venne adottato, infatti, uno stemma che richiamava l'arme d'Angiò moderno, "d'azzurro, a tre gigli d'oro, alla bordura di rosso" – ovvero una delle insegne araldiche proprie della Casa Reale di Borbone. Il nuovo emblema del club, dunque, mutò anzitutto nella forma, divenendo quest'ultima quella di uno scudo francese moderno; al centro del campo, che era azzurro, campeggiava la N napoleonica d'oro, che, però – ed è questa la novità maggiormente rilevante – era accompagnata dai tre gigli borbonici, sempre in oro, disposti due al di sopra e uno al di sotto di essa; infine, la bordura rossa dell'arme reale venne declinata in una filiera d'oro.

Corrado Ferlaino, assunta la carica di presidente del Napoli nel 1969, introdusse l'araldica propria del Regno di Napoli, del Regno di Sicilia e del Regno delle Due Sicilie, nella simbologia e nella comunicazione visiva del club azzurro.

Non solo l'emblema, ma più in generale la comunicazione visiva della società fu contraddistinta dal ricorso alle insegne araldiche, intese come strumento evocativo della memoria storica. Per la stagione 1971-1972, infatti, fu riprodotto sulle copertine degli abbonamenti lo stemma del Regno delle Due Sicilie, privo di ornamenti esteriori e modificato in un punto dell'arme: il punto di Portogallo era stato sostituito da uno scudetto azzurro, caricato della «N» in Times New Roman. In seguito all'intervento della Federazione, contraria all'iniziativa, la dirigenza del club fu costretta a non avvalersi più dello stemma reale.

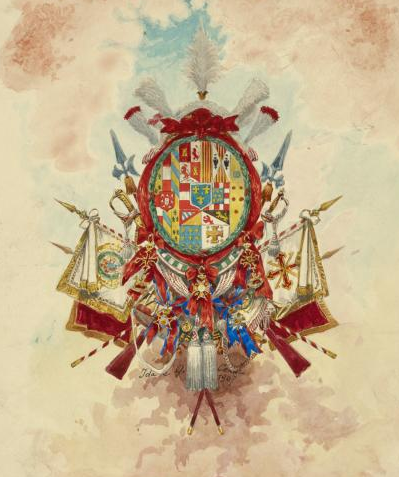
Stemma dell'Esercito delle Due Sicilie realizzato da Quinto Cenni.

Stemma usato dal 1969 al 1973
Arme d'Angiò moderno ovvero di Borbone-Angiò

Stemma del Regno delle Due Sicilie, privo di ornamenti esteriori

Una formazione del Napoli nella stagione 1973-1974. Sullo sfondo, tra Antonio Juliano e Pietro Carmignani, è possibile notare uno striscione su cui è riprodotta la «N» nella conformazione adottata per il nuovo stemma del club.

Tali orientamenti in materia di identità visuale sembrarono decadere nel 1973, con l'adozione di un nuovo logo il cui design era privo di riferimenti araldici di sorta. Lo stemma in argomento aveva la forma di un poligono quadrilatero curvilineo (coricato sul lato lungo), sul cui sfondo azzurro, bordato d'oro, si stagliava una «N», sempre dorata, non dissimile da quella classica, ma riprodotta "schiacciata" e in corsivo tipografo (per adattarsi alla forma del quadrilatero) e dotata di grazie alle estremità e a entrambe le intersezioni tra diagonale e verticali. Una variante di detto emblema, riportata sugli abbonamenti di quella stagione, sostituiva il bianco all'oro e modellava la grazia dell'angolo alto della «N» a formare un "ricciolo" curvato verso l'interno.

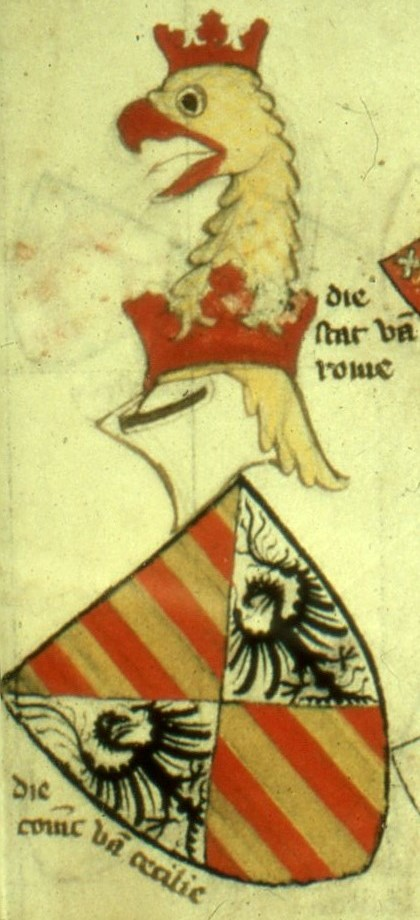
Arme d'Aragona-Sicilia, timbrata da elmo, corona e cimiero (nello specifico, l'insegna è riferita Federico il Semplice). Particolare del folio 68r del Wapenboek Gelre, armoriale compilato tra il 1370 e il 1414 e, oggi, conservato presso la Biblioteca reale del Belgio.

Stemma usato nella stagione 1973-1974

Il campionato 1974-1975 segnò un nuovo cambio d'impostazione della comunicazione visiva del club, che contraddistinse, sostanzialmente, la seconda metà del decennio. L'emblema dell'annata precedente fu accantonato e fu ripreso lo stemma di forma circolare con la caratteristica «N» napoleonica.

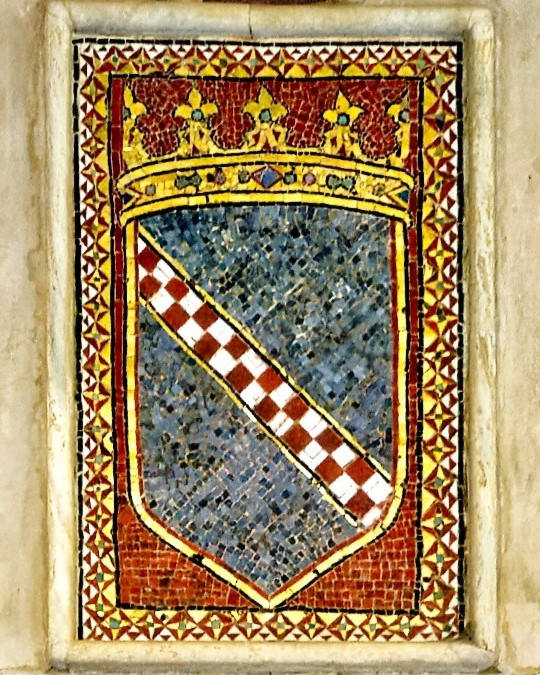
Mosaico raffigurante lo stemma attribuito alla Casa d'Altavilla, che sovrasta l'architrave del portale laterale del Duomo di Monreale.

A essere ripreso, però, fu anche l'indirizzo assunto dalla società cinque anni prima in termini di simbolismo araldico. Un ritorno al recente passato, che si sostanziò, similmente a quanto avvenuto nel 1971-1972, nell'utilizzo di 4 stemmi storici riprodotti sugli abbonamenti alle partite casalinghe della squadra nel quadriennio 1974-1978: si trattava dello stemma della Casa d'Altavilla, dell'arme d'Angiò-Sicilia, dell'Arme d'Aragona-Sicilia e dell'arme d'Angiò-Borbone (che già aveva ispirato l'emblema del club adottato nel 1969).

Stemma usato dal 1974

Stemma attribuito alla Casa d'Altavilla
Arme d'Angiò antico ovvero d'Angiò-Sicilia ovvero di Napoli
Arme di Aragona-Sicilia inquartato in decusse con aquile affrontate
Arme d'Angiò moderno ovvero di Borbone-Angiò

#### I primi anni ottanta
L'identità visiva del club, all'apertura del decennio, restò sostanzialmente invariata, almeno per le prime due stagioni. Nel 1982, invece, si verificò una vera e propria rivoluzione nel design dello stemma della società partenopea: per la prima e unica volta nella storia del club, infatti, la mascotte della squadra azzurra divenne parte integrante del nuovo emblema. Sulle maglie da gioco, apparve un logo costituito dalla testa di un asinello appoggiata a una «N» – che "rappresentava" il corpo dell'animale – contraddistinta da un tratto spesso e dagli angoli e dalle estremità arrotondate. Il colore del novello stemma variava in base a quello della divisa: per cui, sulle maglie casalinghe, il logo era blu (girone d'andata) o bianco (girone di ritorno), mentre, sulle maglie da trasferta, era nero.

Daniel Bertoni e Diego Armando Maradona con le divise della stagione 1984-1985.

Sempre per quella stagione, inoltre, furono prodotti dei distintivi a spilla che recavano il logo collocato all'interno di due cerchi concentrici (con quello più interno "attraversato" dalle orecchie dell'animale), tra i quali era inscritta la denominazione del club. L'inconsueta «N con asinello», però, fu dismessa già alla fine di quel campionato e per la stagione successiva si ritornò all'ormai tradizionale «N» napoleonica.

Ramón Díaz "sfoggia" la «N con asinello» sulla seconda maglia della stagione 1982-1983.

Invero, quest'ultima e, nel complesso, l'intero logo vennero ripensati, seppur senza mutamenti radicali, per le nuove maglie dell'annata 1984-1985. Sempre di forma circolare, lo stemma restava costituito da un disco azzurro, munito di un'inedita bordura tripla bianca-azzurra-bianca, mentre la «N» si presentava con le linee verticali del medesimo spessore della diagonale, nonché dotata di grazie solo alle estremità, ma non alle intersezioni tra diagonale e verticali.

Stemma riprodotto sulle maglie della stagione 1982-1983
Stemma riprodotto sulle maglie della stagione 1984-1985

#### Dagli anni d'oro al declino
Nel 1985, lo stemma della società partenopea fu oggetto di una nuova rivisitazione: venne introdotta una spessa corona circolare, all'interno della quale fu riportata, per esteso, la denominazione sociale SOCIETÀ SPORTIVA CALCIO NAPOLI. L'area centrale dell'emblema rimase invariata e, dunque, caratterizzata dalla classica «N» maiuscola in Times New Roman. Nel periodo in cui è stato utilizzato questo stemma, il Napoli ha vinto importanti trofei: i primi due Scudetti, una Coppa Italia, la terza Coppa UEFA e la prima Supercoppa italiana.

Massimiliano Favo indossa la maglia della stagione 1985-1986, con il nuovo logo portato al debutto e che caratterizzerà le divise del club fino alla stagione 2001-2002.

La festa per la vittoria della Coppa Italia 1986-1987. Si notino le varianti cromatiche applicate al logo sulla divisa da trasferta della seconda metà degli anni ottanta: in questo caso, corona blu, scritta bianca, disco azzurro e «N» blu.

Stemma con «N» dorata in uso dal 1985

Diverse sono le varianti che furono riprodotte di questo emblema, a seconda delle differenti combinazioni di colori. La versione con corona bianca, scritta nera, disco centrale azzurro e «N» di color oro, sebbene assai diffusa, non fu mai adoperata per le divise da gioco: nel quadriennio 1985-1989, infatti, sulle maglie casalinghe compariva la versione con corona bianca, scritta nera, disco centrale azzurro e «N» bianca, oppure, quando il logo non era cucito ma stampato, una versione monocromatica in bianco sullo sfondo azzurro della casacca.

Bruno Giordano nel precampionato 1985-1986. Sulle casacca dell'ex attaccante è presenta la variante del logo a stampa, con corona e «N» in blu, scritta e disco in bianco.

Sulle divise da trasferta, invece, poteva essere riprodotta – oltre alla variante con corona bianca, scritta nera, disco centrale azzurro ed «N» bianca – una versione con corona blu, scritta bianca, disco centrale azzurro e «N» blu, oppure, quando il logo non era cucito, ma stampato, una versione monocromatica in blu sullo sfondo bianco della casacca. A partire dalla stagione 1989-1990, la pratica di adoperare più varianti dello stemma cadde in disuso e l'unico logo adoperato fu quello con corona bianca, scritta nera, disco centrale azzurro e «N» bianca.

Stemma riprodotto sulle divise da gioco dal 1985 al 2002
Stemma riprodotto sulle divise da gioco "away" dal 1985 al 1989
Stemma riprodotto saltuariamente sulle divise da gioco "home" dal 1985 al 1989
Stemma riprodotto saltuariamente sulle divise da gioco "away" dal 1985 al 1989

L'emblema testé descritto, sebbene riprodotto in via esclusiva e continuativa sulle maglie da gioco fino alla stagione 2001-2002, fu dapprima affiancato (1997-1998) e poi sostituito (2002-2003) da un nuovo stemma, realizzato in due differenti versioni. Tale logo fu caratterizzato dall'introduzione di alcuni elementi di novità riguardanti la corona circolare e il disco centrale: il colore della corona, infatti, passò dal bianco al blu, mentre la scritta riportata al suo interno da nera divenne bianca, inoltre, anche per quest'ultima, quale tipo di carattere fu scelto il Times New Roman, già proprio della «N»; al disco centrale azzurro, infine, fu aggiunta una bordura bianca. Una versione del logo (poi usata per le maglie della stagione 2002-2003) includeva, di seguito alla ragione sociale inscritta nella corona, l'acronimo S.p.A., mentre un'altra versione (poi usata per le maglie della stagione 2003-2004) lo ometteva. Questo emblema contraddistinse la società partenopea nella fase finale di un periodo storico segnato da una difficile crisi finanziaria, oltre che di risultati sportivi.

Stemma riprodotto sulle maglie della stagione 2002-2003
Stemma riprodotto sulle maglie della stagione 2003-2004

#### Dal Napoli Soccer alla nuova SSC Napoli

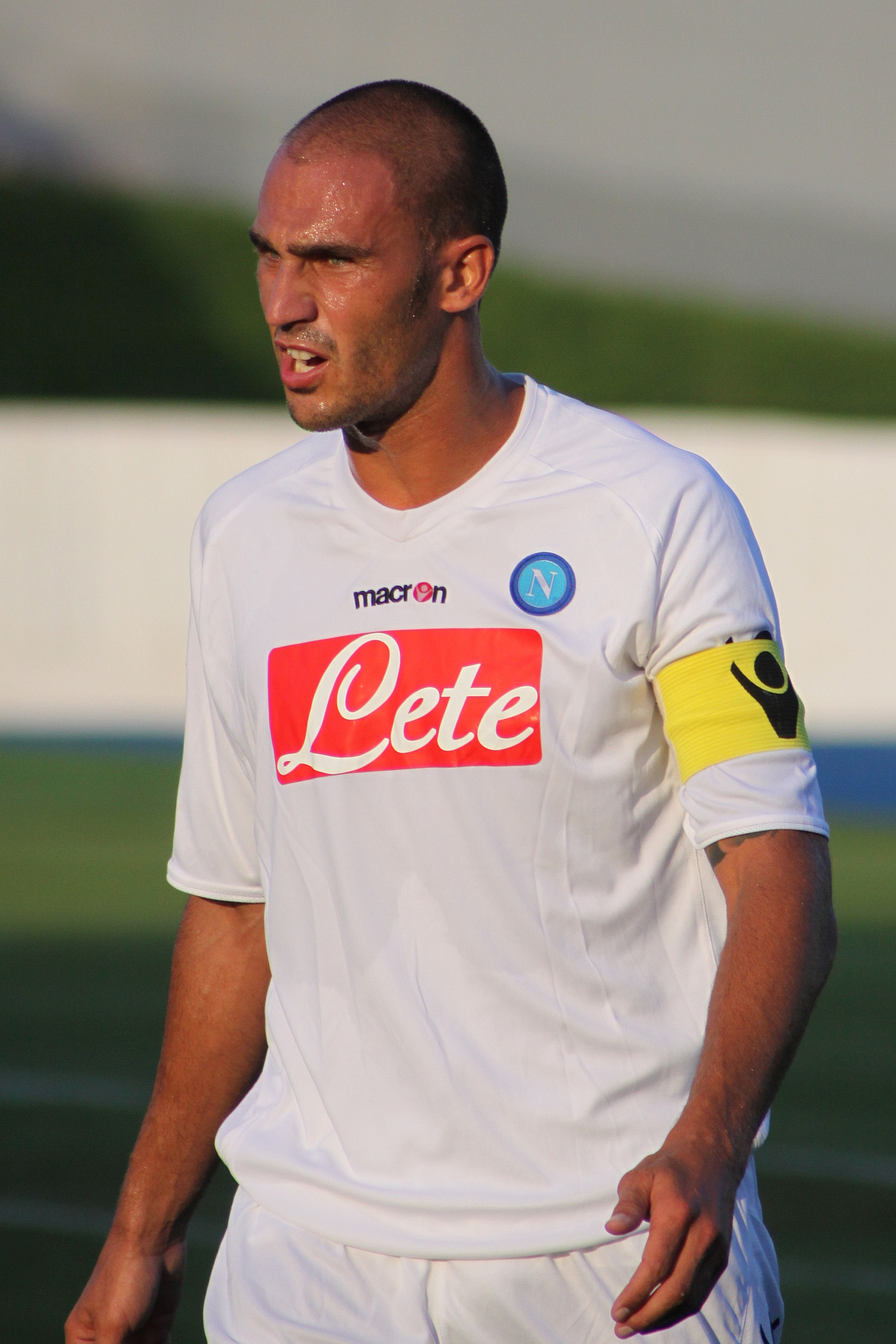
Paolo Cannavaro nel precampionato 2009-2010, con indosso una maglia recante il logo utilizzato fino al 2024 dal club.

Nel 2004, dopo il fallimento e, quindi, con il temporaneo cambio di denominazione in Napoli Soccer, anche l'emblema del club fu modificato di conseguenza, sebbene con interventi di lieve entità dal punto di vista estetico. La forma dello stemma e la disposizione degli elementi grafici rimase la medesima, con la sola differenza dell'eliminazione della vecchia ragione sociale in favore della nuova: la scritta NAPOLI SOCCER, in stampatello maiuscolo, fu posta al di sotto della corona e quest'ultima assunse una tonalità di blu più scura. Già partire dalla stagione successiva, però, la succitata dicitura scomparve.

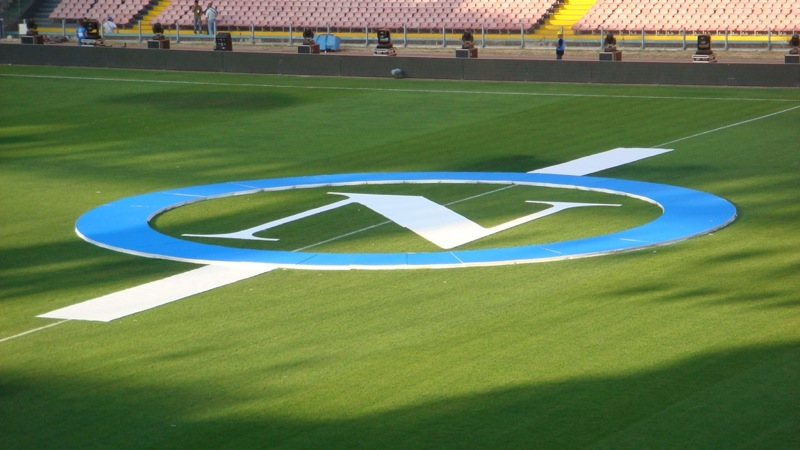
Il logo ricreato nel 2007 sul terreno di gioco dell'allora stadio San Paolo.

Stemma usato nella stagione 2004-2005
Stemma usato dal 2005 al 2007

Riacquisita la precedente denominazione di Società Sportiva Calcio Napoli, il club non mutò il proprio logo; per contro, sulle divise da gioco comparve uno stemma privo di corona circolare, che rimandava al design degli emblemi adottati dal Napoli nei decenni precedenti. Nel 2007, con il ritorno in Serie A, il logo fu oggetto di un nuovo restyling: allo stemma furono aggiunte sfumature ed effetti di luce, mentre la corona esterna riprese la colorazione blu tradizionale.

Stemma riprodotto sulle maglie della stagione 2006-2007
Stemma usato dal 2007 al 2024

Nel 2019 e nel 2021, vennero concepite due particolari versioni del logo, entrambe bicromatiche, ciascuna riprodotta su altrettante divise speciali lanciate dal club in quegli anni. La quarta divisa della stagione 2019-2020, ovvero quella dedicata ai 30 quartieri della città, presentava una inconsueta «N» nera collocata su disco azzurro, bordato sempre di nero, mentre ancora azzurra era la corona: «il simbolo del Napoli è nero ma immerso nell'azzurro». La quinta divisa della stagione 2020-2021, cioè quella frutto della collaborazione tra l'allora sponsor tecnico Kappa e Marcelo Burlon, era caratterizzata, invece, da un logo totalmente nero sul quale campeggiava, realizzata in bianco, la «N» e sempre bianco era il bordo posto intorno al disco interno.

Stemma riprodotto sulla quarta maglia della stagione 2019-2020
Stemma riprodotto sulla "special edition" della stagione 2020-2021

#### Ilrestylingdegli anni 2020
Tra la fine degli anni 2010 e l'inizio degli anni 2020, la comunicazione visiva del club ha cominciato a essere caratterizzata dal sempre più frequente utilizzo di una nuova variante del logo, che, inizialmente, non rimpiazzò, ma, in qualche modo, affiancò quello tradizionale, ponendo in essere un graduale processo di avvicendamento: le forme che componevano il logo – disco e corona – sono state svuotate del proprio riempimento cromatico e, dunque, semplificate, lasciando in essere il solo contorno. Il risultato è un logo monocromatico, dato da due cerchi concentrici – con quello più esterno avente uno spessore maggiore rispetto all'altro – che racchiudono l'inconfondibile «N» in Times New Roman. Altra peculiarità di questo logo "outline", conseguenza dell'assenza di uno sfondo proprio, è l'assenza di un colore predefinito, che varia in base allo sfondo su cui è applicato.
Le prime casacche a sfoggiare lo stemma in detta configurazione furono la terza maglia e la "Halloween Special Edition" della stagione 2023-24, che adoperavano, la prima, il logo in oro e, la seconda, il logo in argento: entrambi gli stemmi erano privi di sfondo proprio, lasciando visibili le trame e le stampe delle maglie. Sul volgere di quella stessa stagione, un'altra jersey, la "Everywhere Jersey Limited Edition", presentava il nuovo logo in bianco, ma, questa volta dotato di uno riempimento in blue navy.

Logo riprodotto sulla terza maglia 2023-2024 e sulla maglia away 2025-2026
Logo riprodotto sulla "Halloween Special Edition" 2023-2024
Logo riprodotto sulla "Everywhere Jersey Limited Edition" della stagione 2023-2024

Il 5 luglio 2024, il club ha annunciato l'adozione ufficiale del nuovo logo, formalizzando un restyling che, al pari di quanto già avvenuto nei decenni precedenti, non sembra rappresentare una radicale trasformazione della brand identity del club, ma, piuttosto, un nuovo step della sua evoluzione:

Logo in uso dal 2024 (versione azzurra)

Il concetto di intercambiabilità del colore in base allo sfondo utilizzato viene sottolineato dal club, presentando sul sito ufficiale tre varianti dello stemma: bianco su fondo azzurro, blue navy su fondo bianco e azzurro su fondo blue navy.

Logo 2024: bianco su fondo azzurro
Logo 2024: blue navy su fondo bianco
Logo 2024: azzurro su fondo blue navy

Le versioni del logo munite di riempimento, tuttavia, non sono cadute in disuso, anzi, hanno continuato a essere adoperate, in particolar modo come immagini degli account ufficiali del club sui vari social network, ma non solo. Emblematica al riguardo, infatti, è la divisa casalinga della stagione 2025-2026, munita di un logo dotato di un proprio sfondo in azzurro, con «N» napoleonica e cerchi in bianco.

Logo riprodotto sulla maglia home 2025-2026

#### Logotipo
Dopo il ripristino della denominazione Società Sportiva Calcio Napoli, il club ha introdotto, nel novero dei propri elementi distintivi, anche un logotipo o wordmark, ovvero un marchio scritto pronunciabile, costituito dalla dicitura SSC NAPOLI, resa, in maiuscolo, con un font senza grazie e caratterizzata da diverse sfumature d'azzurro. Nell'ambito della comunicazione visiva, questo wordmark viene adoperato da solo o accompagnato dal logo, che lo precede o lo sovrasta. A partire dagli anni 2000, il club ha posto in uso anche un secondo wordmark, costituito dall'acronimo SSCN, riprodotto con caratteri maiuscoli con grazie e in corsivo tipografico. Tale wordmark, che non viene affiancato al logo, è stato utilizzato prevalentemente per "marchiare" il retro di maglie da gara o da allenamento o di altri capi da rappresentanza.

Logo con wordmark, caratterizzato dalla scritta SSC NAPOLI

### Mascotte

Un capo-tifoso azzurro degli anni 1960 guida il ciuccio in un giro di campo al San Paolo.

La mascotte del Napoli è un asino, comunemente indicato come ciuccio o ciucciariello, che trae la propria origine dal cavallo inalberato, che era presente sul primo stemma adottato dal club, in seguito al cambio di denominazione del 1926. Il motivo di tale avvicendamento, che, in sostanza, è da ascrivere ai deludenti risultati conseguiti dalla compagine partenopea nella sua stagione d'esordio in Divisione Nazionale, fu puramente casuale.
L'episodio a cui la «poco nobile» mascotte deve la propria genesi ebbe luogo nel centro storico di Napoli, in un noto bar, al tempo, ritrovo della tifoseria azzurra; fu, difatti, proprio un supporter partenopeo, deluso dall'andamento della squadra, a pronunciare, riferite al destriero dello stemma – che avrebbe dovuto rappresentare «l'indomabilità e l'impeto del popolo napoletano» – le ironiche parole:

Una delle versioni del "ciuccio" adoperate per il merchandising del club

Fechella, secondo quanto si racconta, sarebbe stato il soprannome di Domenico Ascione, un venditore ambulante, che, per il trasporto dei prodotti oggetto del proprio commercio, esercitava la sua attività avvalendosi di un asino malconcio. Lo scherzoso commento del tifoso fu udito dagli altri avventori del bar, tra i quali vi era il giornalista ed ex calciatore napoletano Felice Scandone, che, prontamente, lo riportò sulle pagine de Il Mezzogiorno Sportivo, periodico da lui fondato e diretto: la «battuta satirica» ottenne, in breve tempo, un'eco inaspettata, contribuendo – in modo decisivo – alla nascita dell'odierna mascotte del club.
Al ciuccio, inoltre, è legato anche una sorta di motto, introdotto dai tifosi azzurri nel 1930, al termine di un Napoli-Juventus, finito con il risultato di 2 a 2, con la squadra partenopea che, dopo un doppio svantaggio, aveva raggiunto il pareggio in rimonta. Alla conclusione della partita, infatti, fu fatto sfilare, sul terreno di gioco, un asino con un nastro azzurro e con un cartello recante la scritta:
Il ciuccio, nato quale metafora dei fallimenti sportivi di una stagione sfortunata, assurgeva, in via definitiva, a portafortuna atto a simboleggiare la forza, l'orgoglio e la capacità di rialzarsi dopo essersi trovati in difficoltà.
Alla mascotte nata dalla goliardia popolare, se ne contrappose un'altra, parimenti goliardica, nata dalla matita del giornalista e disegnatore piemontese Carlo Bergoglio. Nel 1928, infatti, sulle pagine della rivista Guerin Sportivo, comparve una raccolta di stemmi, intitolata L'Araldica dei Calci, nella quale Bergoglio associava alle squadre di calcio italiane un diverso simbolo, riferibile perlopiù al mondo animale, collocato su uno scudo araldico: al Napoli fu assegnato «uno scugnizzo che suona allegro e chiassoso», ma tale mascotte proposta per la squadra azzurra non ebbe successo, venendo ben presto accantonata.
Miglior sorte ebbe, invece, un altro scugnizzo, dalle fattezze meno stereotipate e folcloristiche, introdotto su iniziativa della dirigenza del club, a metà degli anni ottanta, e noto come Gennarì. La nuova mascotte
In realtà, la matrice di Gennarì non era così "romantica", ma aveva, invece, natura sostanzialmente commerciale: la mascotte, infatti, nasceva come base di un progetto di merchandising, finalizzato allo sfruttamento diretto, da parte della società, del nuovo brand. Il successo di Gennarì, tutt'altro che effimero, non fu assai duraturo e anche questa mascotte, sebbene ufficiale, dopo qualche anno, cadde nell'oblio.
Forte della sua genesi popolare e in virtù dei sopraggiunti significati attribuitigli, il ciuccio, dunque, mai è stato scalzato dal ruolo di mascotte del club; la qual cosa lo ha reso un elemento simbolico ormai profondamente radicato nell'immaginario collettivo di appassionati e non.

### Inno
Per gran parte della propria storia, il Napoli non ha avuto un vero e proprio inno ufficiale o, meglio, nel corso degli anni, diversi sono stati i tentativi di introdurne uno da parte della dirigenza del club partenopeo, ma nessuno dei brani "calati dall'alto" è riuscito mai a fare presa sulla platea dei sostenitori della compagine napoletana.

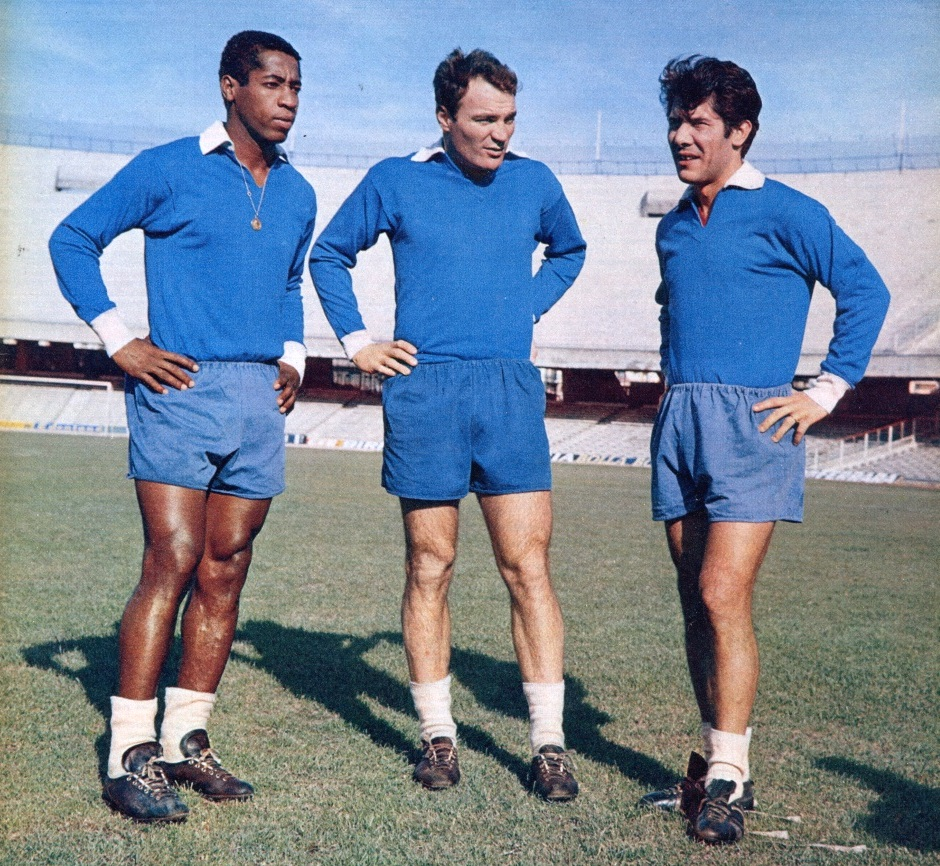
Cané, José Altafini e Omar Sívori in maglia azzurra nella stagione 1965-1966: i volti dei tre calciatori, in formato fototessera, comparvero sulla copertina del 45 giri Il Grande Napoli.

A metà degli anni sessanta, uscì il 45 giri Il Grande Napoli: coautore del pezzo inciso sul lato A era Renato Fiore, fratello dell'allora presidente azzurro Roberto. Il vinile recava in copertina la dicitura "inno ufficiale dei tifosi del Napoli", oltre allo stemma del club e ai volti di Omar Sívori, José Altafini e Cané, mentre il lato B conteneva «le interviste che il "mitico" giornalista Gino Palumbo fece a Pesaola, Fiore, Juliano, Sivori, Ronzon, Canè e Altafini». Un ventennio più tardi, fu la presidenza Ferlaino a promuovere, contestualmente al lancio commerciale di Gennarì – la nuova mascotte del club – il singolo Nà Na, Napoli/Gennarì, cantato da Peppino di Capri, con il primo brano presentato come "inno ufficiale del Calcio Napoli". In copertina, compariva il logo del club, nonché la neonata mascotte, alla quale era dedicato il secondo pezzo contenuto nel singolo.

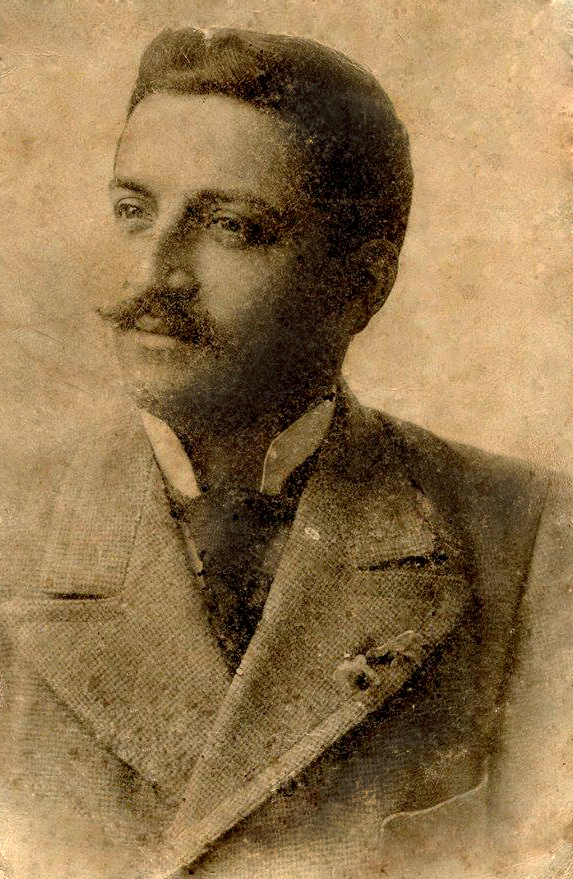
Il poeta Aniello Califano, autore del testo de 'O surdato 'nnammurato.

La rifondazione del 2004, che segnò l'avvento dell'era De Laurentiis, portò, all'impianto sportivo di Fuorigrotta, le note di Go West, nella versione dei Pet Shop Boys, che, lungi dall'essere intesa quale inno, divenne la colonna sonora utilizzata per accompagnare l'ingresso delle squadre in campo. Circa dieci anni dopo, però, il presidente della società partenopea dispose effettivamente che fosse realizzato un inno ufficiale del Calcio Napoli, affidando all'artista Francesco Sondelli il compito di rivisitare 'O surdato 'nnammurato, classico della canzone napoletana: il brano prodotto, tuttavia, ebbe un'accoglienza estremamente negativa, venendo, così, prontamente accantonato.
I poco fortunati tentativi di creare un inno da parte delle varie dirigenze del club palesano una profonda dicotomia tra inni di natura ufficiale e inni di matrice popolare, cioè scelti motu proprio dai supporters, poiché espressione della loro passione e identità sportiva. Ciò è particolarmente evidente se ci si riferisce all'ultimo caso citato: il testo originale de 'O surdato 'nnammurato, una delle più celebri canzoni in lingua napoletana, assurge a inno del Napoli in modo del tutto spontaneo. All'inizio della stagione 1975-1976, durante un Lazio-Napoli, terminato con la vittoria dei partenopei per 1-0, da un gremito settore ospiti, vennero cantate, per la prima volta in uno stadio, le parole del ritornello del testo scritto dal poeta Aniello Califano e musicato da Enrico Cannio nel 1915: da allora, in seguito a una vittoria importante, i sostenitori azzurri inneggiano le note de 'O surdato 'nnammurato.
A questo inno popolare, nel corso dei decenni, se ne sono affiancati altri, limitatamente a precisi periodi della storia del club: è questo il caso, almeno in origine, di Napoli (colloquialmente noto come Forza Napoli o anche Napoli, Napoli), pezzo di Nino D'Angelo – scritto nel 1986 e pubblicato nell'album Fotografando l'amore – che finì per contrassegnare la "cavalcata" verso il primo scudetto napoletano. Nel 1987, inoltre, il brano fu inserito nella colonna sonora della pellicola Quel ragazzo della curva B, uscita nelle sale cinematografiche il 4 aprile, anticipando di circa un mese il primo storico trionfo degli azzurri in Serie A.
La diffusione mediatica e la concomitanza con la vittoria sportiva spiegano solo in parte come il pezzo di D'Angelo si sia radicato nell'immaginario collettivo di più di una generazione di supporters napoletani, andando a svincolarsi dal suo contesto storico di riferimento. Il brano, infatti, tanto orecchiabile, quanto emotivamente evocativo, si configura, sin dalla sua genesi, come inno, piuttosto che come mera canzone, citando nel proprio testo concetti quali libertà, amore, famiglia, speranza, nonché generando associazioni di immagini con richiami al cielo, al mare, allo sventolio delle bandiere allo stadio.
Tali intrinseche peculiarità del pezzo, spinsero, nel 2004, lo stesso D'Angelo a chiedere ad Aurelio De Laurentiis di fare di Napoli l'inno ufficiale del club; ma la proposta non fu accolta dal presidente del sodalizio azzurro, che motivò la scelta evidenziando che, in un passaggio del ritornello, veniva citato e, dunque, celebrato un solo settore dello stadio San Paolo, la "Curva B": «Nino, questo fatto della curva B divide, io ho bisogno di unire tutta la città intorno alla squadra». Solamente nel 2023, in seguito alla vittoria del terzo scudetto da parte dei partenopei, la dirigenza del club decise di adottare il brano quale inno ufficiale: in tale circostanza il pezzo fu riarrangiato e rivisitato da D'Angelo per rimuovere i riferimenti alla Curva B.
Per completezza d'analisi, infine, non va dimenticata Napule è, successo del 1977 di Pino Daniele, intonata spesso nel corso degli anni dai tifosi allo stadio e che, dopo la scomparsa del cantautore napoletano, ha assunto la molteplice valenza simbolica di inno alla città, alla squadra e all'artista.